# Naxos
Vous lisez un « article de qualité » labellisé en 2009.
Pour les articles homonymes, voir Naxos (homonymie).
Naxos (en grec ancien et moderne Νάξος / Náxos) est une île grecque de la mer Égée appartenant aux Cyclades. C'est la plus grande et la plus haute île de l'archipel. Elle est située pratiquement au cœur de l'Égée, à approximativement 140 km de la Grèce continentale et de la Turquie continentale. La plus grande ville et port principal est Náxos, aussi appelée Chóra (7 000 habitants).
Naxos doit une partie de sa célébrité à la mythologie : selon la légende, Thésée y abandonna Ariane, qui fut recueillie par Dionysos, divinité tutélaire de l'île. Naxos se serait d'abord appelé Dionysie, soit parce que Dionysos y reçut l'hospitalité, soit parce qu'elle est plus fertile en vignes que les autres îles. La cité naxienne (adjectif associé au nom Naxos quand il s'agit des époques antiques) fut puissante à l'époque archaïque et prospère durant l'Empire byzantin. Elle fut le centre du duché de Naxos, le dernier État latin à résister à l'avancée ottomane.
L'île est riche : marbre et émeri sont exportés tandis que son agriculture produit la célèbre pomme de terre de Naxos, mais aussi des fromages, du miel et le Kitro, une liqueur de cédrat. Le tourisme ne représente que la moitié du revenu naxiote (adjectif associé au nom Naxos quand il s'agit des périodes récentes).

## Géographie

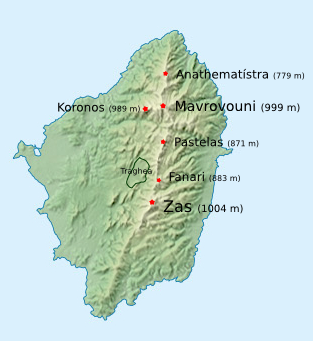
Les points principaux du relief naxiote.

L'île mesure 428 km2, ce qui en fait la plus grande des Cyclades. Elle se trouve à 103 milles marins du Pirée. Le mont Zas (Ζας, en grec local Zeus), est le plus haut sommet des Cyclades avec 1 004 mètres. Du nord au sud, elle s'étend sur 28,3 km et, d'ouest en est, sur 21,2 km. Ses côtes sont longues de 148 km. Outre le mont Zas, le mont Mavrovoúni atteint les 999 m, le Kóronos 989 m, le Fanári 883 m, le Pastelas 871 m, l'Anathematístra 779 m ; une demi-douzaine d'autres sommets atteignent les 500 m,.

### Géologie
Naxos fait partie d'un ensemble plus vaste, « attico-cycladique », englobant l'Attique, le sud de l'Eubée et les Cyclades. Il est constitué de roches cristallines et métamorphiques formées il y a 40 à 45 millions d'années, à l'Éocène moyen à une profondeur de 40 à 45 km. Durant l'Oligocène et la formation des Alpes, ces roches, ainsi que du magma granitique, remontèrent à la surface, il y a environ 25 millions d'années. Il y a 17 millions d'années, une remontée de granodiorite eut lieu.
Naxos est donc formée pour un tiers de roches magmatiques : granites, et, pour deux tiers, de roches métamorphiques : marbres et schistes. Une petite partie de l'île est constituée de roches plus récentes : grès, marnes et tufs datant de 3,5 millions d'années. Entre les couches de marbre, principalement au nord-est de l'île, on trouve de l'émeri. Il y a aussi du minerai de fer où se trouve de la magnétite.

### Relief
À l'ouest se trouve une plaine littorale, au sud de Náxos avec Livadia ou Plaka. Puis, en allant vers l'est, on rencontre une zone de collines, d'Engarés à Sangrí, en passant par Melanés et Potamia. Le centre de l'île est constitué par la dorsale montagneuse abritant le plateau de Traghéa autour de Chalkí. La montagne tombe assez rapidement dans la mer dans la partie est de l'île. Plus de la moitié de Naxos est composée de pentes à plus de 25 %.
| Altitude (m)           | 0-40   | 40-100 | 100-200 | 200-300 | 300-500 | 500 - 1 000 |
| Pourcentage de surface | 13,4 % | 12,9 % | 19,4 %  | 16,4 %  | 22,8 %  | 15,1 %      |
| Source : Trianet       |        |        |         |         |         |             |

| Pourcentage de pente   | 0° - 8° | 8° - 15° | 15° - 25° | 25° - 50° | > 50°  |
| Pourcentage de surface | 20,2 %  | 13 %     | 16,7 %    | 37,5 %    | 12,6 % |
| Source : Trianet       |         |          |           |           |        |

### Climat
| Mois                     | jan. | fév. | mars | avril | mai | juin | jui. | août | sep. | oct. | nov. | déc. | année |
| ------------------------ | ---- | ---- | ---- | ----- | --- | ---- | ---- | ---- | ---- | ---- | ---- | ---- | ----- |
| Température moyenne (°C) | 10   | 11   | 14   | 16    | 20  | 23   | 26   | 26   | 24   | 20   | 16   | 14   | 18,3  |
| Précipitations (mm)      | 82   | 60   | 38   | 20    | 13  | 3    | 0    | 0    | 8    | 30   | 55   | 81   | 390   |

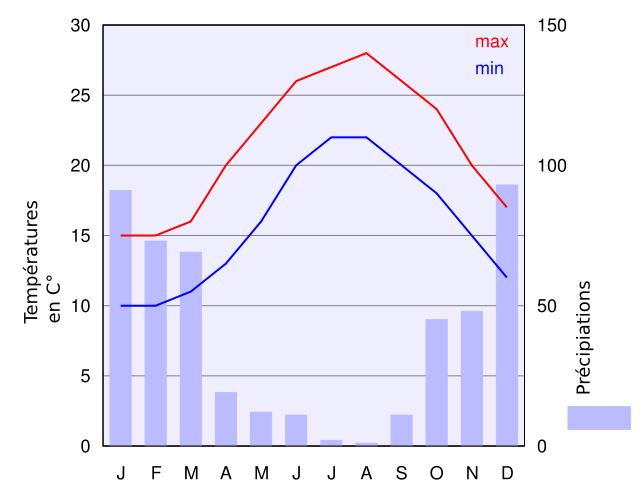
Diagramme climatique

Naxos bénéficie d'un climat méditerranéen, avec des hivers froids mais sans excès, et des étés chauds et ensoleillés que le meltem rafraîchit. L'île connaît en moyenne 258 jours ensoleillés, 76 jours de pluie et 0,2 jour de gel dans l'année. Si les étés sont secs (sept mois arides d'avril à octobre), les hivers sont relativement humides (cinq mois arrosés de novembre à mars). Les observations à Náxos (Chóra) entre 1933 et 1990 ont permis d'établir les moyennes annuelles de 18,5 °C pour les températures et de 375 mm pour les précipitations. L'amplitude thermique maximale à Náxos (Chóra) entre 1933 et 1990 a été de 38,4 °C (de −1 °C à 37 °C) ; l'amplitude thermique moyenne est de 17,4 °C (de 9,3 °C de moyenne pour les minima à 26,7 °C de moyenne pour les maxima). Le taux d'hygrométrie moyen est de 71 %. Naxos, comme les autres Cyclades, est marquée par la présence du vent : les trois quarts des jours de l'année ont un vent compris entre 2 et 6 Beaufort. Seuls 8 % des jours connaissent le calme. Le vent souffle prioritairement (41,3 % du temps) du nord (Boréas l'hiver et Meltem l'été). Les siroccos viennent ensuite (13,1 %), puis les vents de nord-est (12,8 %), de sud-est (6,7 %) et de nord-ouest (5,8 %).
L'altitude de l'île crée le phénomène de côte-sous-le-vent et donc de côte-au-vent : il y a plus de vent et il pleut plus à l'est et au nord-est de l'île.
|                               | Náxos (Chóra) | Chalkí (Plateau de Traghéa) | Apiráthos (montagne) |
| Maximum absolu en un mois     | 165           | 291                         | 306                  |
| Maximum absolu en une journée | 97            | 112                         | 122                  |
| Total annuel                  | 361           | 639                         | 668                  |

### Flore et faune sauvages

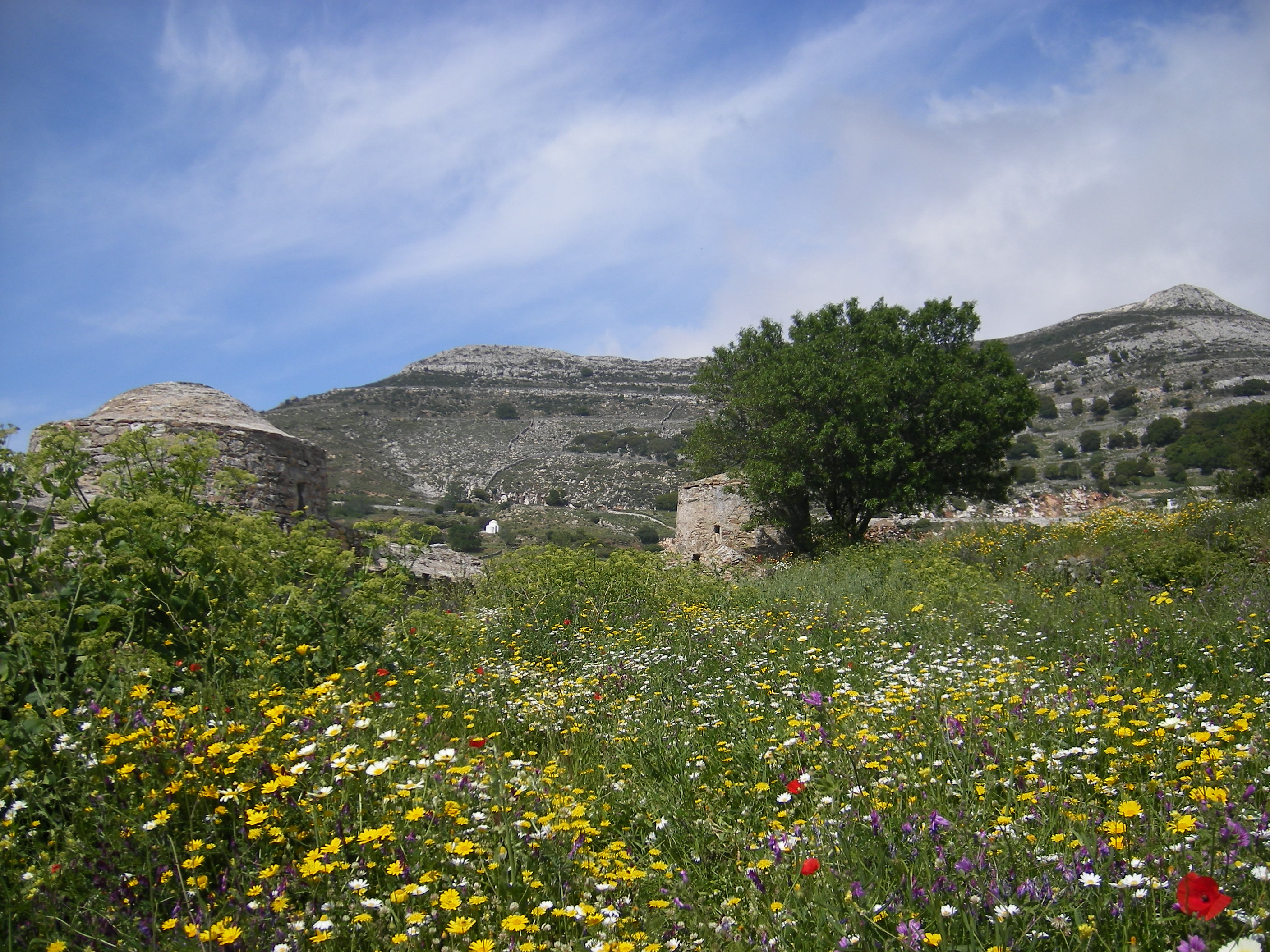
Flore naxiote au pied du mont Fanári.

L'île fut longtemps couverte de forêts, au moins jusqu'au Moyen Âge. Aujourd'hui, Naxos est complètement déboisée et recouverte du maquis méditerranéen typique avec des genêts, des yeuses et des pistachiers térébinthes. De nombreuses plantes à fleur sont visibles sur l'île, au printemps : anémones, lupins grecs (Lupinus graecus), cyclamens, giroflées des dunes, camomilles, colchiques, Crocus laevigatus et tournefortii, une quinzaine d'espèces d'orchidées et des coquelicots. Certaines sont endémiques à Naxos, sur le mont Zas : le vélar de Naxos et la consoude de Naxos (Symphytum naxicola) ou aux Cyclades : le céraiste de Runemark, des aspérules, des campanules et des perce-neige. La zone littorale dispose de sa flore particulière : lis maritime, violette de mer, glaucienne jaune, panicaut maritime ou criste marine.
Tant que l'île était couverte de forêts, elle disposait d'une abondante faune sauvage. Les voyageurs, à l'époque du duché de Naxos, évoquaient encore les cerfs, les chacals et les innombrables perdrix. Aujourd'hui, la faune sauvage est menacée d'extinction. Ses principaux représentants restent les rapaces : faucon pèlerin, aigle de Bonelli, buse féroce et faucon d'Éléonore.
Le massif oriental de l'île, le mont Zas, le Mavrovouni et le sud inhabité de Naxos sont classés zone d'importance communautaire du projet Natura 2000 de l'Union européenne. La Grèce a classé la même région « zone ornithologique importante, ».

## Administration et population

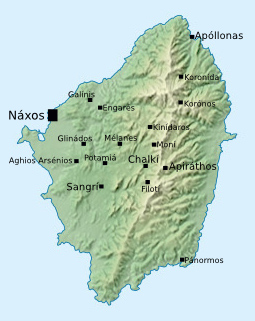
« Villes » et villages principaux de Naxos

La population totale de Naxos est, en 2001, de 18 188 habitants théoriques, mais 17 357 résidents permanents.
Administrativement, l'île était divisée en deux dèmes en 2001 :
- le dème de Náxos, correspondant principalement à la ville de Náxos (Chóra) et ses environs, à l'ouest (12 089 habitants). Il est dirigé, depuis 1998, par Vasileios Kokkotas[14].
- le dème de Drymalía, dont la capitale est Chalkí, et comprend le reste de l'île (6 099 habitants). Il est dirigé, depuis 2002, par Ioannis Tzouannis[14].

La réforme Kallikratis de 2010 a réorganisé l'administration locale : les deux dèmes de l'île, ainsi que ceux de Donoussa, d'Iraklia, de Koufonissia et de Schinoussa, ont été regroupés en un seul baptisé Naxos et Petites Cyclades.
La plupart de la trentaine de villages de l'île sont situés dans l'intérieur de l'île, hors de tout danger pouvant provenir de la mer, ce qui montre la relative ancienneté (VIIe siècle) de leur création.

### Dème de Náxos

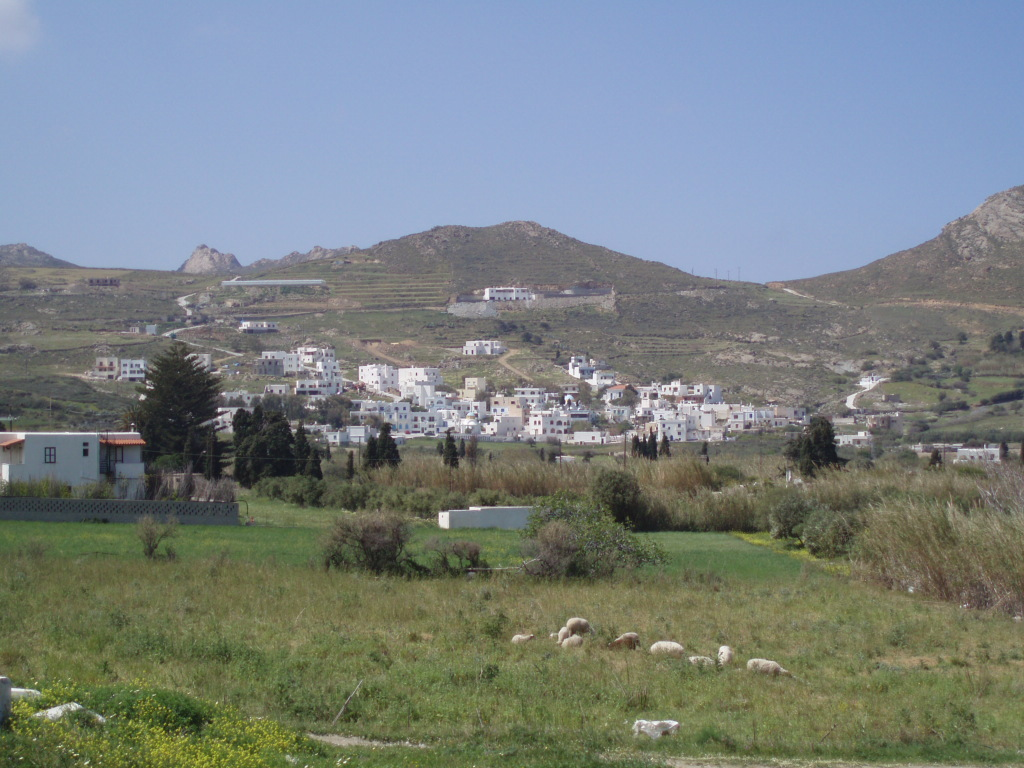
Galínis

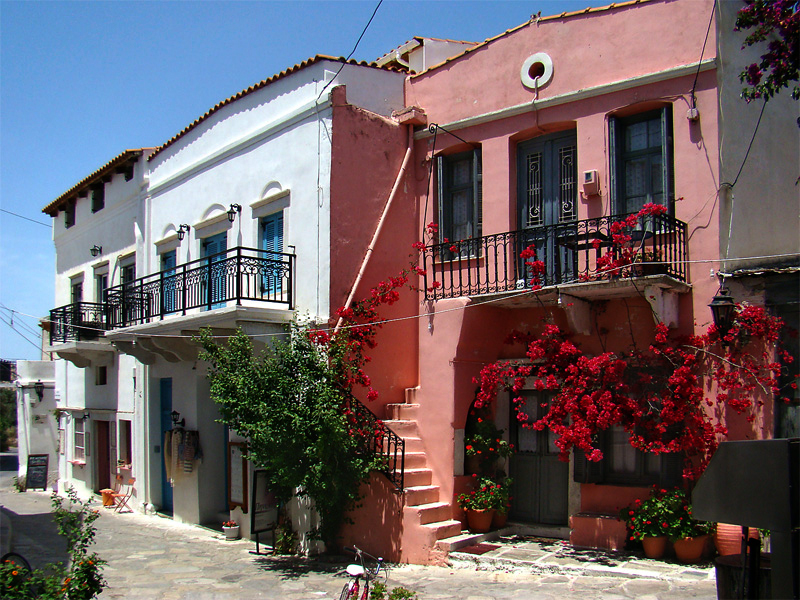
Chalkí

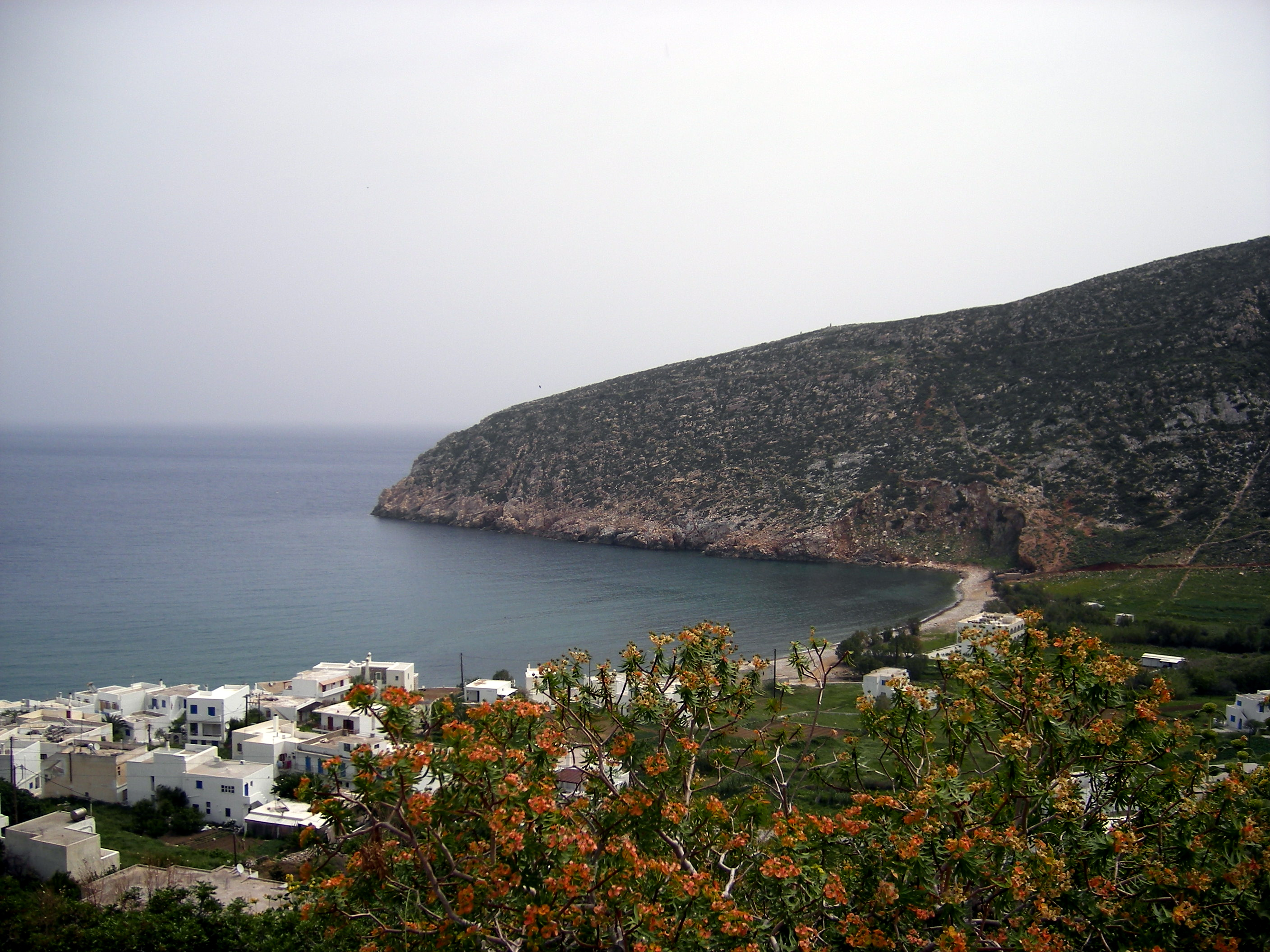
Apóllonas (Naxos)

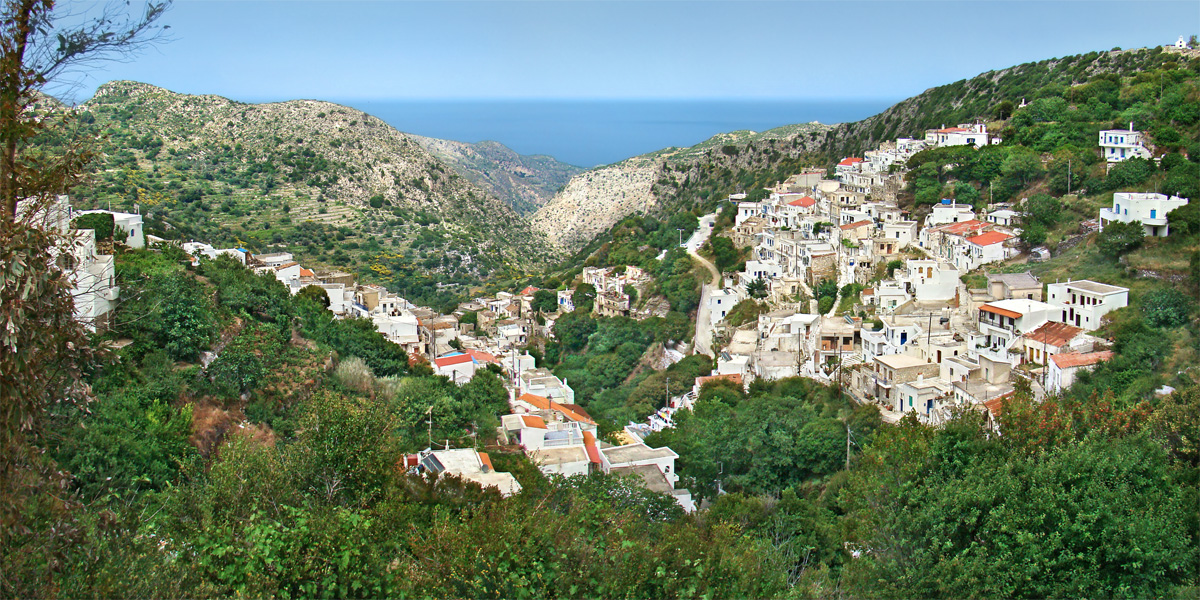
Koronos

Le dème de Náxos est subdivisé en onze districts regroupant plusieurs agglomérations :
- District de « Náxos » (6 727 hab.) qui comprend Náxos (6 533 hab.), Angídia (190 hab.) et Moní Chrisostómos (4 hab., des nonnes) ;
- District d'« Aghios Arsénios » (1 207 hab.), qui comprend Aghios Arsénios (664 hab.), Aghia Anna (192 hab.), Aghii Pándes 26 hab.), Ágios Prokópios 222 hab.), Márangas (16 hab.), Mastorákis (10 hab.) et Stelída (77 hab.) ;
- District de « Vívlos » (807 hab.), qui comprend Vívlos (740 hab.) et Pláka (67 hab.) ;
- District de « Galanádos », qui ne comprend que Galanádos (425 hab.) ;
- District de « Galínis », qui ne comprend que Galínis (192 hab.) ;
- District de « Glinádos », qui ne comprend que Glinádos (509 hab.) ;
- District d'« Engarés », qui ne comprend qu'Engarés (197 hab.) ;
- District de « Kinídaros » (501 hab.), qui comprend Kinídaros (409 hab.) et Akotíri (92 hab.) ;
- District de « Mélanes » (649 hab.), qui comprend Mélanes (417 hab.), Aghios Thalélaios (73 hab.), Kourounochórion (110 hab.) et Mýli (49 hab.) ;
- District de « Potamiá » (362 hab.), qui comprend Ano Potamiá (174 hab.), Káto Potamiá (113 hab.) et Mési Potamiá (75 hab.) ;
- District de « Sangrí » (513 hab.), qui comprend Ano Sangrí 217 hab.), Káto Sangrí (33 hab.), Kanakárion (34 hab.), Kastráki (160 hab.), Mikrí Vívla (69 hab.) et l'îlot de Panagía (désert).

### Dème de Drymalía
Le dème de Drymalía est subdivisé en onze districts regroupant plusieurs agglomérations :
- District de « Chalkí » (635 hab.), qui comprend Chalkí (408 hab.), Zoodóchos Pigí (222 hab.) et Ráchi (5 hab.) ;
- District d'« Apiráthos » (1 078 hab.), qui comprend Apiráthos (828 hab.), Azálas (28 hab.), Kanáki (23 hab.), Klidó (54 hab.), Ligarídia (49 hab.), Moutsoúna (82 hab.) et Pánormos (14 hab.) ;
- District de « Damariónas » (557 hab.), qui comprend Damariónas (341 hab.), Agiassós (136 hab.), Vourvouriá (19 hab.) Damalás (41 hab.) et Pirgáki (20 hab.) ;
- District de « Danakós », qui ne comprend que Danakós (162 hab.) ;
- District de « Keramotí », qui ne comprend que Keramotí (76 hab.) ;
- District de « Koronída » (572 hab.), qui comprend Koronída (ou Komiakí) (310 hab.), Agiá (24 hab.), Apóllonas (Naxos) (104 hab.), Kámbos (50 hab.), Mirísis (15 hab.), Taxiárques (25 hab.), Fáraklos (ou Farakló) (16 hab.) et Chília Vrísi (28 hab.) ;
- District de « Korónos » (744 hab.), qui comprend Korónos (584 hab.), Argokiliótissa (22 hab.), Atsipápi (25 hab.) et Liónas (113 hab.) ;
- District de « Mési », qui ne comprend que Mési (116 hab.) ;
- District de « Moní » (230 hab.), qui comprend Moní (230 hab.) et Síphones (désert) ;
- District de « Skadós », qui ne comprend que Skadós (126 hab.) ;
- District de « Filotí » (1 803 hab.), qui comprend Filotí (1 702 hab.) et Kalantó (101 hab.).

### Habitat
Naxos possède 8 500 résidences, dont 4 115 résidences individuelles. Seules 3 665 de ces 8 500 résidences sont occupées toute l'année. Les autres sont des résidences secondaires ou touristiques et ne sont occupées qu'occasionnellement. Il y a aussi près de 800 logements vides. Un peu plus de 1 000 résidences privées, soit la grande majorité, n'hébergent que deux personnes ; les catégories de logements privés abritant une, trois ou quatre personnes représentent chacune autour de 700 logements. Il n'y en a que 300 hébergeant cinq personnes et 175 abritant plus de six personnes.

## Étymologie et mythologie

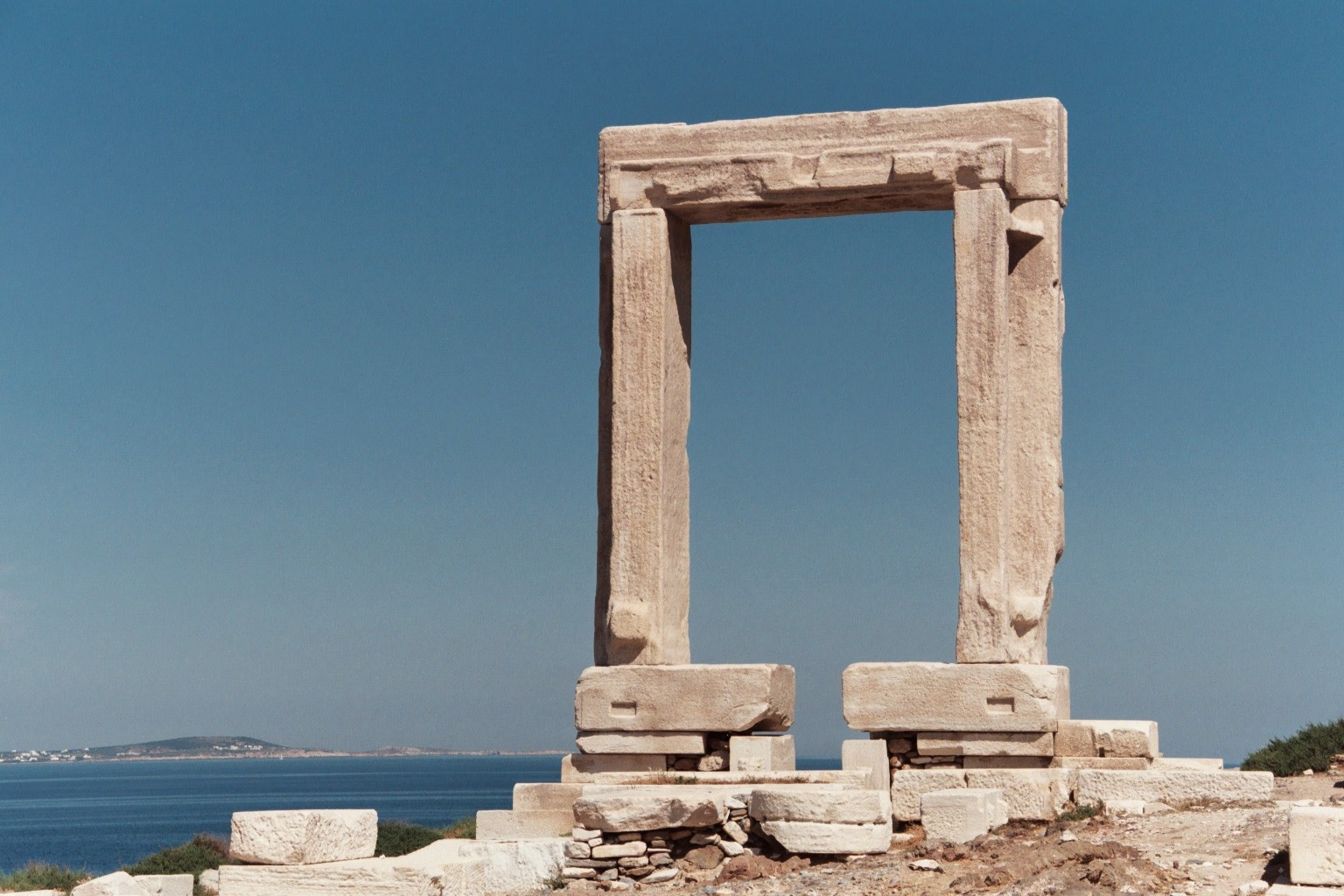
Porte vestige d'un temple archaïque probablement dédié à Apollon, le temple d'Apollon.

Les premiers occupants de l'île auraient été des colons thraces qui en seraient partis avant l'arrivée du héros éponyme Naxos. Du temps des Thraces, l'île était appelée Strongylé, « la ronde ».

### Étymologie mythique
Naxos aurait été le héros qui aurait rebaptisé l'île, alors appelée Dia, en lui donnant son nom. Diverses légendes sont proposées quant à l'origine de ce héros éponyme. Il serait carien, fils de Polémon, et serait arrivé, deux générations avant Thésée, à la tête d'une colonie de ses compatriotes. Cette légende expliquerait une partie du peuplement de l'île, originaire d'Asie mineure. Une deuxième légende fait de Naxos le fils d'Endymion et de Séléné, ce qui fait le lien avec la Grèce continentale, mais aussi la Carie. Enfin, une troisième légende, liée à la version crétoise, fait de Naxos le fils d'Apollon et d'Acacallis.
De nombreuses légendes ont pour décor Naxos. Cédalion, qui apprit l'art de travailler les métaux à Héphaïstos, habitait alors sur Naxos. Ce fut près de l'île que Poséidon aurait aperçu Amphitrite pour la première fois et l'aurait enlevée.
Pancratis était la demi-sœur des Aloades, Otos et Éphialtes qui étaient fils de Poséidon. Alors qu'elle célébrait le culte de Dionysos sur le mont Drios en Achaïe, elle fut enlevée, avec sa mère Iphimédie, par les Thraces de Naxos. Elle revint au roi de l'île Agassaménos. Ses demi-frères organisèrent une expédition punitive, mais elle mourut avant d'être délivrée. Les Aloades chassèrent les Thraces et régnèrent ensuite sur l'île. Les deux frères avaient par ailleurs fini par lasser les dieux qui décidèrent de les punir. Une des versions de leur mort se situe sur Naxos : Artémis ou Apollon se serait transformé en biche et les deux géants se seraient entre-tués lors de la chasse.

### Dionysos

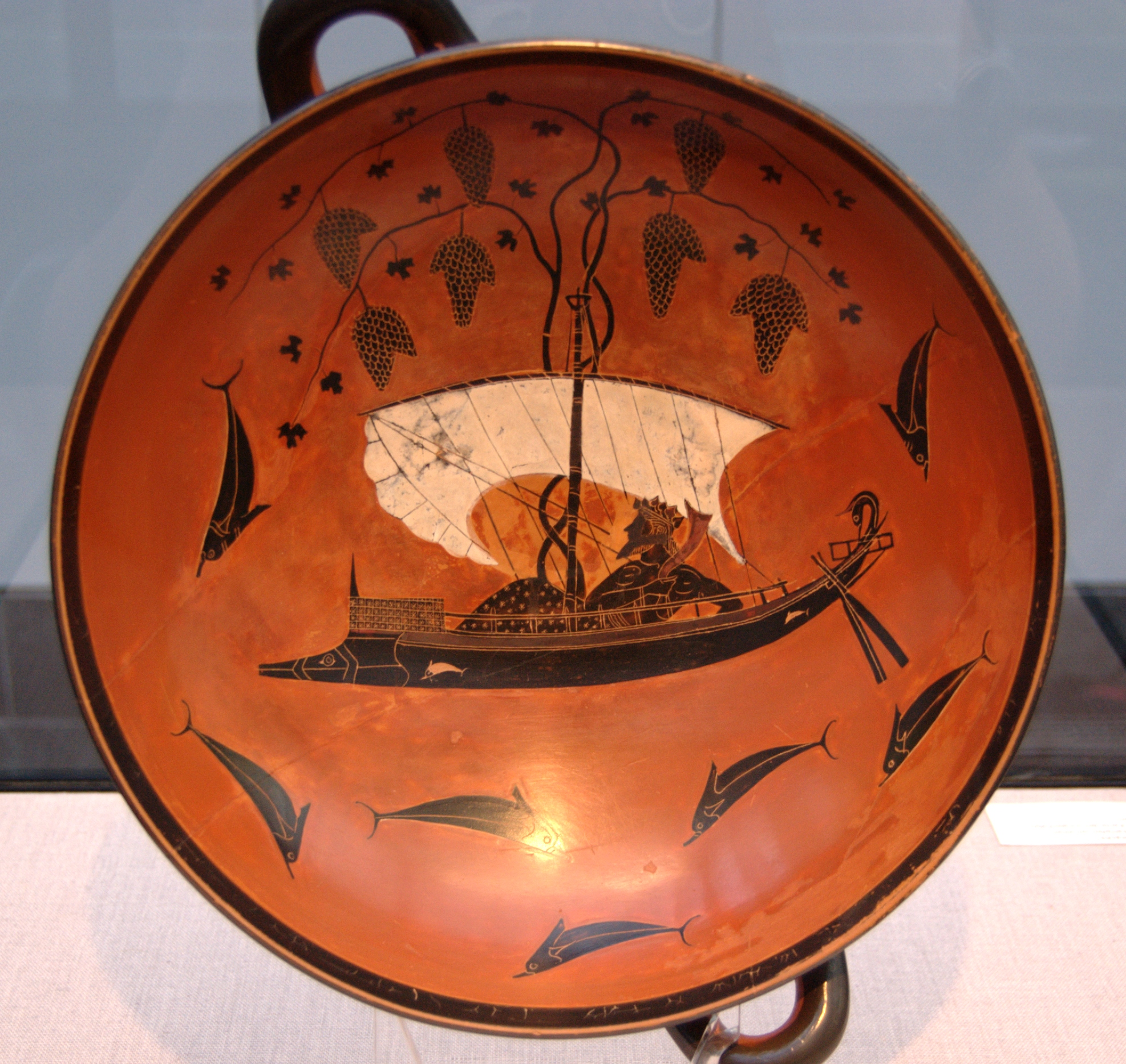
Dionysos sur un navire, entouré de dauphins.

Les disputes entre dieux pour obtenir le privilège de devenir la divinité tutélaire des cités sont nombreuses. La plus célèbre est celle opposant Poséidon et Athéna pour Athènes. Le dieu de la mer fut aussi défait à Naxos où Dionysos fut préféré.
Lorsque Dionysos désira se rendre sur Naxos, il engagea des pirates tyrrhéniens qui tentèrent de passer en Asie pour vendre leur passager. Le dieu transforma alors leurs avirons en serpents et remplit le navire de lierre tout en faisant résonner des flûtes invisibles. Il paralysa enfin le navire dans des pampres de vigne. Les pirates, devenus fous, se jetèrent à la mer où ils devinrent des dauphins. Ce prodige démontra que Dionysos était un véritable dieu et lui permit de monter à l'Olympe. Peu de temps après, il y emmena Ariane, que Thésée avait abandonnée à Naxos.
Boutès, un fils de Borée (mais pas d'Orithye) aurait dû fuir sur l'île après avoir cherché à tuer un de ses demi-frères, Lycurgue (pas non plus fils d'Orithye). De Naxos, il se serait livré à la piraterie et au brigandage. Il aurait attaqué la Phthiotide où il aurait enlevé des femmes, dont des adoratrices de Dionysos, dont Coronis, la propre nourrice du dieu. Cette légende, comme celle de Pancratis, pourrait faire référence à l'introduction du culte de Dionysos, l'un des principaux à Naxos.
Naxos, roi de l'île, aurait eu un fils, Leucippos, qui régna à son tour et aurait été le père de Smerdios. Sous le règne de ce dernier, Thésée aurait abandonné Ariane, fille de Minos sur l'ordre de Dionysos qui l'aurait recueillie dès le lendemain. Œnopion (le « Buveur de vin ») était fils de Dionysos et d'Ariane. Roi de Chios, il y aurait introduit le vin rouge lorsqu'il y arriva en provenance de Naxos.

## Histoire
Naxos était occupée dès le néolithique. Sa position au centre de l'Égée fut profitable sur le plan commercial et naval, ce qui lui amena des périodes de prospérité (civilisation cycladique, période archaïque, Empire byzantin, duché de Naxos) mais aussi de domination extérieure (période mycénienne, ligue de Délos, Empire romain, duché de Naxos, Empire ottoman).

### Préhistoire

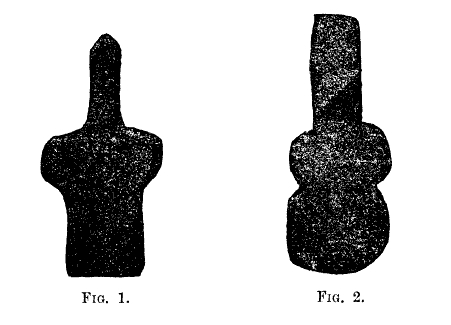
Gravure représentant des statuettes cycladiques du type « idole violon » de la culture de Grotta-Pélos.

Naxos fut habitée dès le quatrième millénaire avant notre ère. Les premières traces d'occupation ont été découvertes dans la « grotte de Zeus », sur le mont Zas. Sa population, nombreuse, était répartie dans de petits habitats, sur les versants oriental et méridional, abrupts et moins fertiles, mais mieux défendables, de l'île, en contact avec l'archipel des petites Cyclades, comme à Panormos. Un des habitats les mieux connus était celui de Grotta, à côté de Náxos. Il a donné son nom à l'une des périodes de la culture des Cyclades, le Cycladique Ancien I (3200-2800) dite « Grotta-Pélos ». Il était de type proto-urbain avec des maisons carrées soigneusement construites. Une céramique très riche y a été découverte. De nombreuses nécropoles ont aussi été fouillées sur l'ensemble de l'île, livrant des vases en marbre et des poteries, des objets en métal et des « idoles cycladiques ».
Au cours du deuxième millénaire avant notre ère, Naxos passa sous la domination minoenne puis, après 1400 avant notre ère, sous la domination mycénienne. La population se déplaça vers le nord-ouest, vers la Grèce continentale, dans la direction du pouvoir. Grotta devint alors une vaste cité et les cimetières d'Aplomata et Kamini furent utilisés tout au long de la période. L'île, au croisement des routes commerciales de l'Égée, était prospère grâce à son marbre et à son émeri.

### Siècles «obscurs»
L'île est peuplée par les Ioniens. La période allant de 1200 à 800 avant notre ère est très mal connue. À cette époque, Naxos était gouvernée par un roi. Elle connaît une période de prospérité à partir du VIIIe siècle av. J.-C.

### Apogée durant la période archaïque

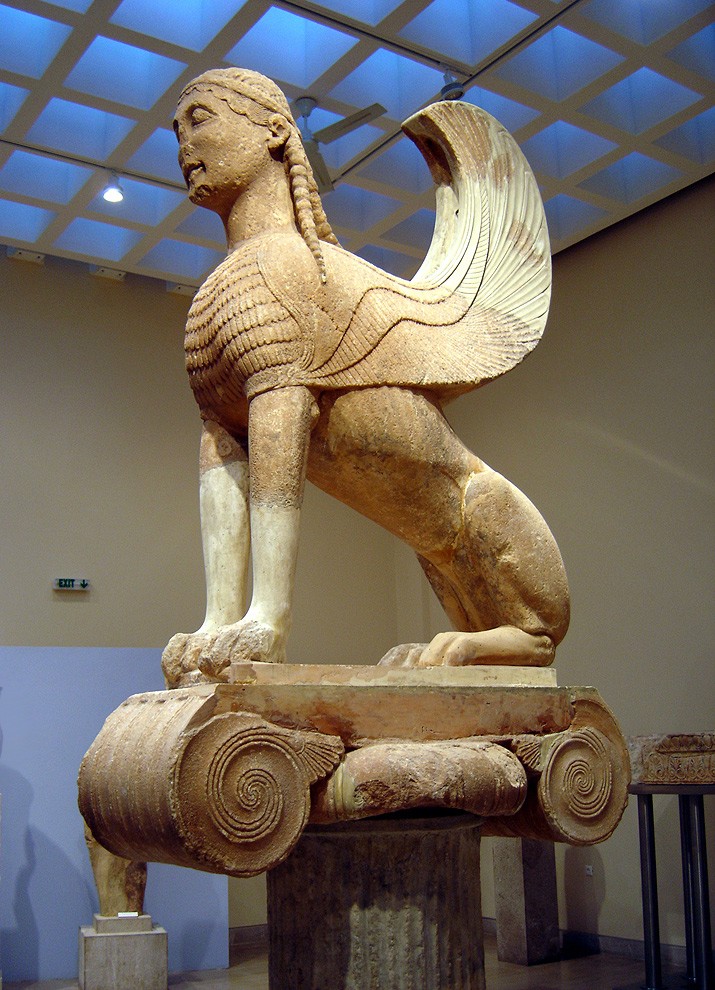
Sphinx des Naxiens à Delphes

Selon Hérodote, Naxos surpassait alors « toutes les autres îles en prospérité ».
Aux VIIIe et VIIe siècles av. J.-C., Naxos était une société oligarchique gouvernée par les riches familles des « Gras » qui résidaient sur la colline de Náxos et dans les villages au centre de l'île. Cette classe oligarchique est issue de l'aristocratie qui entourait le roi durant les premiers temps de la cité et qui le renversa. La monarchie fut remplacée par une république aristocratique. L'île étendit sa puissance sur sa voisine Amorgós où elle contrôlait les cités d'Arkesini et Aighiali. Elle participa au mouvement de colonisation, vers le milieu du VIIIe siècle av. J.-C., en prêtant des navires à Chalcis, qui envoyait des colons en Campanie et en Sicile. Le nom de Giardini-Naxos en porte encore le souvenir.
Naxos était alors en conflits continuels avec Milet et sa voisine Paros. Très prospère, l'île devait sa puissance économique à son marbre (d'où la concurrence avec Paros) et à son émeri. Elle exprima sa puissance par une « politique d'Apollon », centrée sur Délos, où elle construisit de nombreux bâtiments et où elle offrit la célèbre terrasse des lions. Elle se montra aussi à Delphes avec le sphinx des Naxiens. Elle installa le culte d'Apollon sur Amorgós et dans le sanctuaire béotien de Ptoïon. Ce dieu fut aussi associé alors au culte de Démeter sur le site naxiote de Gyroulas, près de Sangrí (temple de Sangri). Et au même moment, la construction d'un grand temple dédié à Apollon commença sur l'îlot de Palatia, dans le port de l'actuelle Chóra. Seule la grande porte monumentale subsiste de nos jours : elle constitue le principal symbole de Naxos.

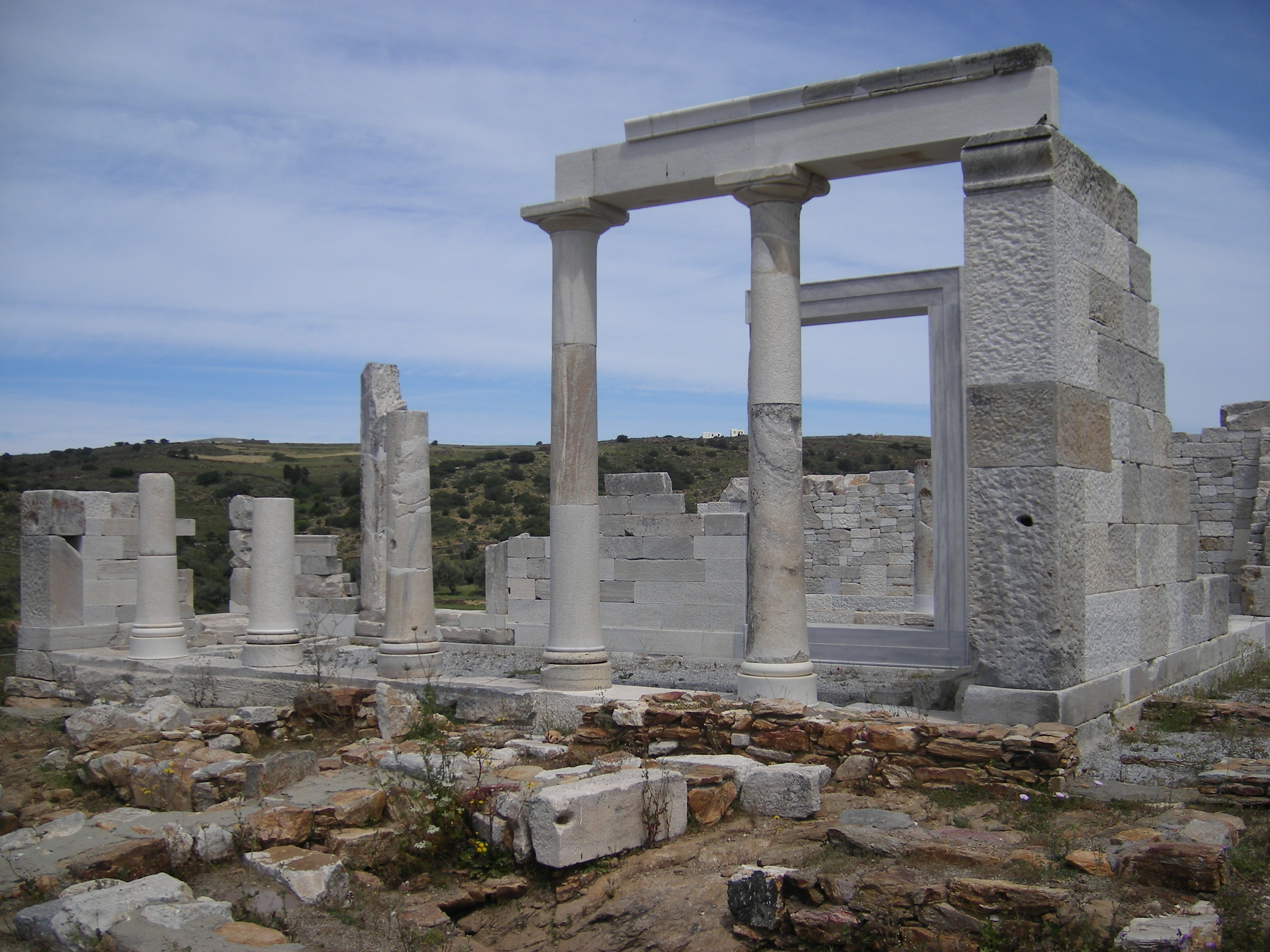
Temple de Démeter à Sangrí.

Il semblerait que l'île ait aussi joué un rôle important dans l'architecture des temples antiques et dans le passage de constructions en granit à des constructions en marbre. Les deux architectes, sculpteurs et maçons naxiotes, Byzès et son fils Evergos, sont traditionnellement considérés comme les premiers à avoir réalisé des tuiles en marbre. Le temple de Dionysos à Iria, fouillé depuis 1986, est une étape importante du passage du granit au marbre pour la construction des temples.
Vers 540 avant notre ère, des désordres politiques amenèrent à une révolte populaire contre les « Gras ». Un noble, Lygdamis en profita pour créer une tyrannie avec l'aide du tyran d'Athènes Pisistrate. Il fut chassé du pouvoir, vers 524 avant notre ère, par les Lacédémoniens, qui instaurèrent une oligarchie,.

### Période classique
L'oligarchie sous protectorat spartiate dura peu et ce fut une république qui repoussa le siège de quatre mois mené par des « Gras » exilés, le tyran de Milet, Aristagoras, et la flotte perse en 506 avant notre ère,.
En 490 av. J.-C., pendant la première guerre médique, les Perses, menés par le général Datis, s'emparèrent de l'île. La majeure partie des Naxiens s'enfuirent dans la montagne. Ceux qui n'avaient pas pu fuir furent réduits en esclavage. La ville et les temples furent incendiés. L'île entra dans l'orbite perse. Les Naxiens firent cependant défection et participèrent à la bataille de Salamine en apportant quatre trières aux Grecs. Des Naxiens furent ensuite présents à la bataille de Platées. Le nom de la cité est sur le trépied offert à Delphes,.
Après la victoire, l'île fit partie de la ligue de Délos. Très vite, elle s'insurgea contre l'impérialisme athénien : en 468 avant notre ère, Naxos fit défection avec sa flotte. Elle fut alors assiégée et asservie par Athènes, « contrairement à la règle ». Les Athéniens envoyèrent par la suite des clérouques (colons) dans l'île, 500 par exemple après l'exil de Thucydide, l'adversaire de Périclès, en 443 avant notre ère.
Naxos appartint à la Ligue des Nésiotes puis passa sous domination des Ptolémées, puis des Macédoniens, puis de Rhodes, avant d'entrer dans l'orbite de Rome. En 41 avant notre ère, l'île fut intégrée dans la province romaine des îles dont la capitale était Rhodes.

### Période byzantine

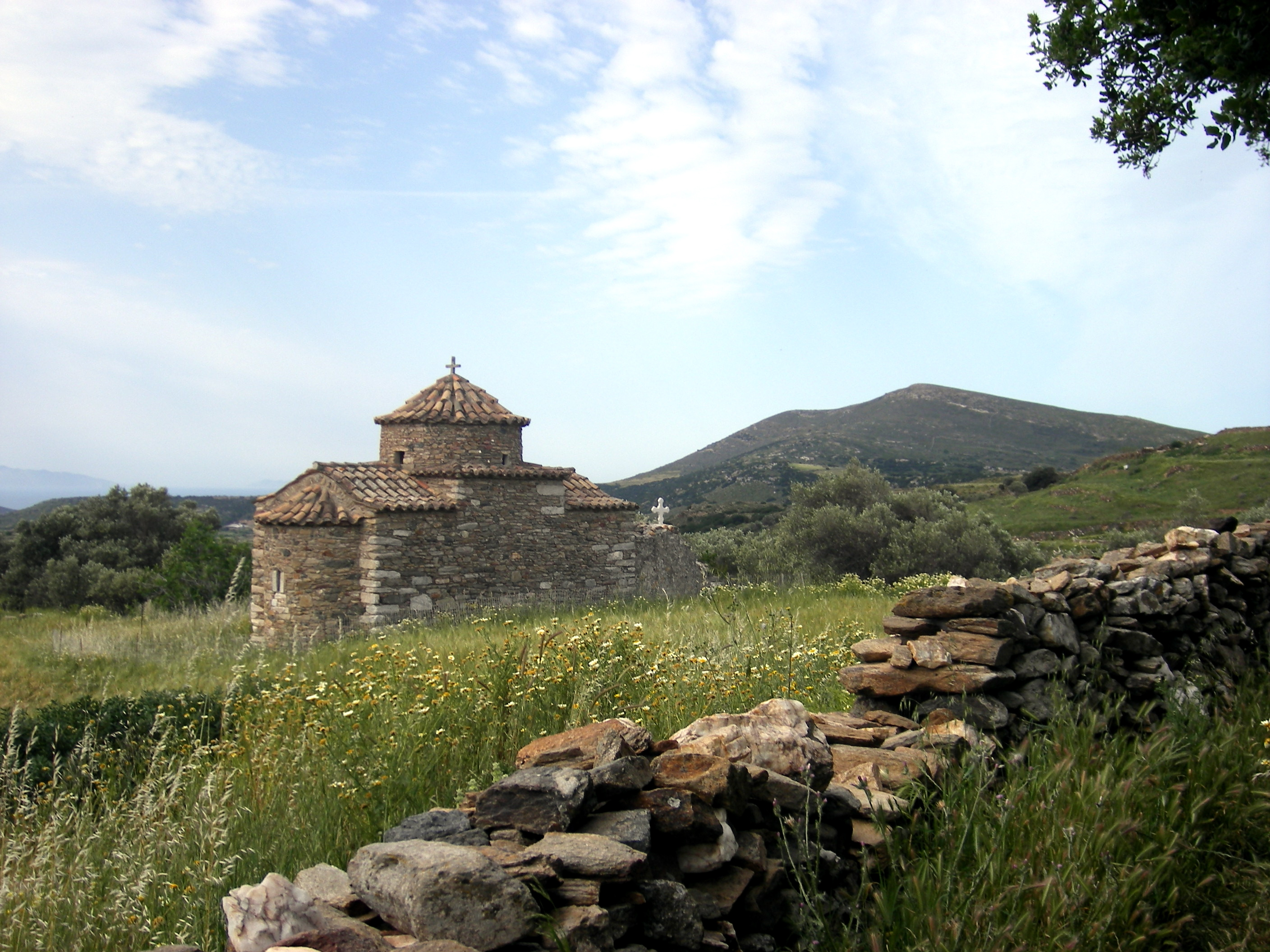
L'église Aghios Nikolaos près de Sangrí.

La tradition locale veut que l'île ait été évangélisée depuis Patmos par des disciples de Saint Jean l'Évangéliste, des proches de Polycarpe de Smyrne. Les premiers évêques avérés de l'île furent Auxentius, qui fut présent au concile de Sardica, en 347, et Varachos, présent au concile de Chalcédoine, en 451.
Vers le milieu du VIIe siècle, en raison des raids arabes, le centre de gravité de l'île quitta les bords de mer pour le plateau de Traghéa et les abords de la forteresse d'Apalyrou. Il y resta jusqu'au XIIIe siècle. Les églises se multiplièrent et la vallée de Sangrí est considérée comme un petit Mistra.
Au IXe siècle, alors qu'ils occupaient la Crète, les Arabes avaient aussi soumis Naxos qui devait payer un tribut. L'île leur servait même de relais et de lieu de ravitaillement lors de leurs raids à travers l'Égée. La reconquête de la Crète par Nicéphore Phocas amena un siècle et demi de paix et de prospérité dans l'Égée. Naxos connut alors son apogée à l'époque byzantine : restructuration de la basilique paléochrétienne de Protothronos et construction de la cathédrale d'Aghios Mamas par exemple.
Naxos fut un évêché suffragant de Rhodes jusqu'en 1083, date à laquelle l'empereur Alexis Comnène l'associa avec sa voisine Paros, pour former l'archevêché de Paronaxia,.

### Duché de Naxos

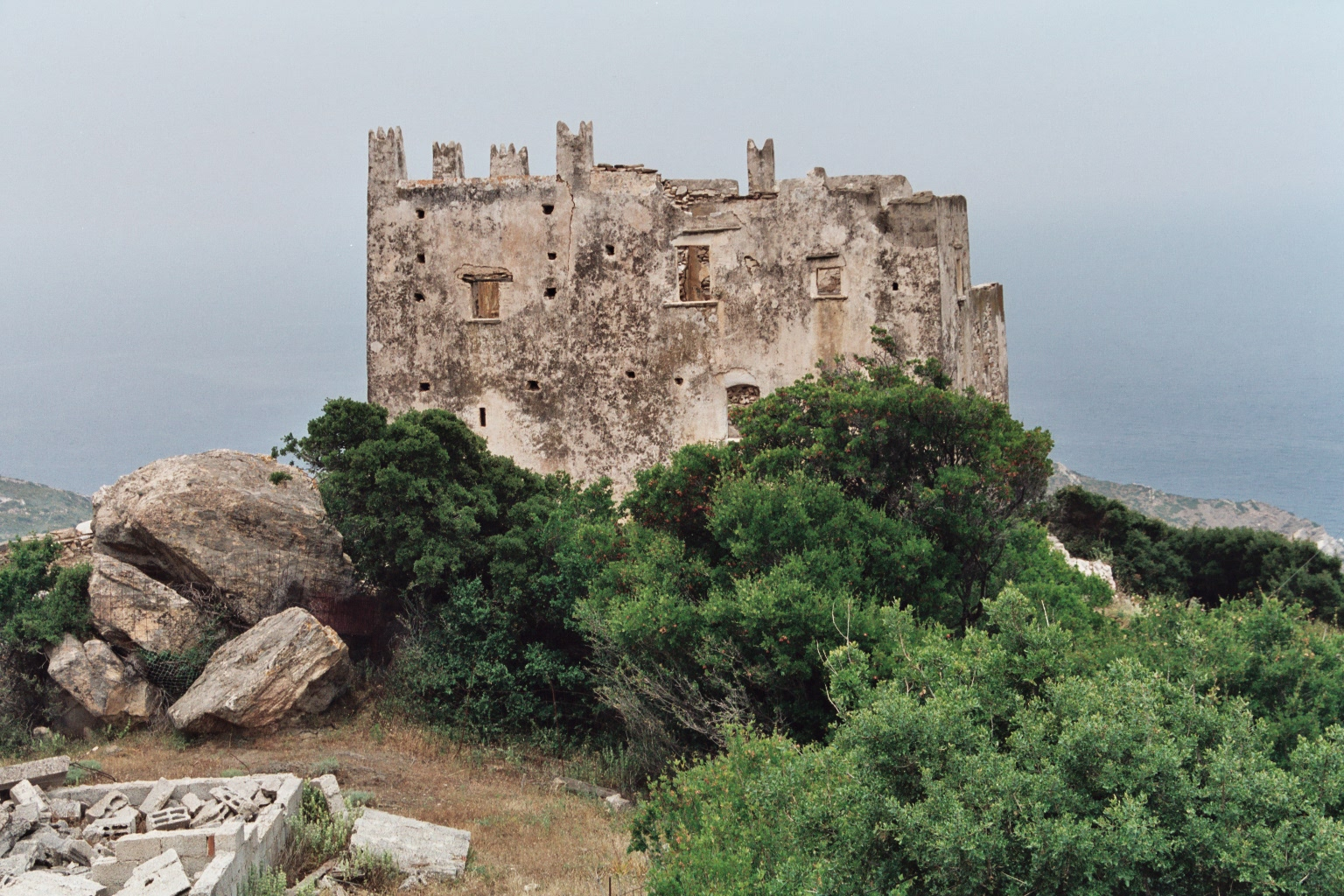
La tour « vénitienne » d'Agia, dans la campagne naxiote, ayant appartenu à la famille Kókkos au XVIIe siècle.

En 1204, la quatrième croisade s'empara de Constantinople, et les vainqueurs se partagèrent l'Empire byzantin. Les Vénitiens obtinrent, entre autres, les Cyclades. Ne pouvant faire face aux dépenses d'une nouvelle expédition, ils laissèrent la gestion des îles à qui serait capable de s'en emparer pour eux. Marco Sanudo, neveu du doge Enrico Dandolo, conquit sans coup férir Naxos, en 1205. Contrôlant les autres îles, il fonda le duché de Naxos. Les Ducs de Naxos, vassaux de l'empereur latin de Constantinople après 1210, imposèrent le système féodal occidental. Les habitants redescendirent vers les côtes dans des habitats fortifiés par les seigneurs « francs » (comme on appelait tout ce qui venait d'Occident à l'époque). Marco Sanudo changea ainsi le visage de Naxos. Il fit construire une nouvelle capitale, autour d'une forteresse, le kastro, au bord de la mer, sur le site de la ville antique abandonnée, sur l'ancienne acropole antique. Elle englobait dans un mur d'enceinte complété de tours le palais ducal, les résidences des familles latines et la cathédrale catholique. Les Grecs s'installèrent entre le kastro et le port, dans les faubourgs de Bourgou et Néochorio,,,.

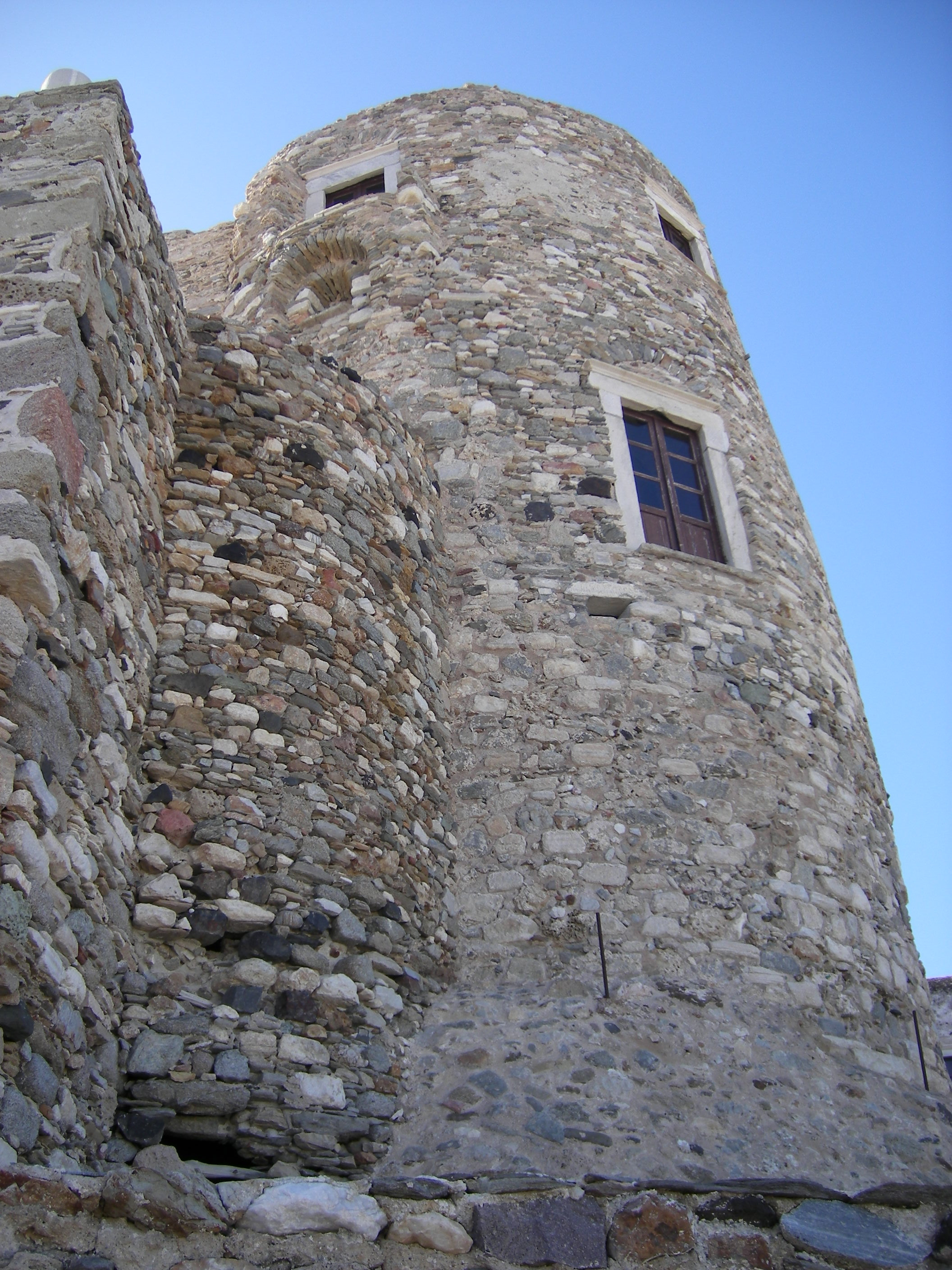
La tour « Glezos » ou « Crispi », une des dernières tours du kastro de Chora.

La coutume de la principauté de Morée, les Assises de Romanie, devint la base de la législation sur l'île. En effet, à partir de 1248, le duc de Naxos devint le vassal de Guillaume II de Villehardouin. Les « nobles francs » reproduisirent la vie seigneuriale qu'ils avaient laissée derrière eux : ils se construisirent des « châteaux », les célèbres « tours vénitiennes » où ils entretinrent une cour. Le système féodal « franc » se surimposa au système administratif byzantin, conservé par les nouveaux seigneurs : les taxes et corvées féodales étaient appliquées aux divisions administratives byzantines et l'exploitation des fiefs continuait selon les techniques byzantines. La loi byzantine resta aussi en vigueur pour les mariages et les propriétés pour la population locale d'origine grecque. Il en était de même pour la religion : si la hiérarchie catholique dominait, la hiérarchie orthodoxe subsistait et, parfois, lorsque le curé catholique n'était pas disponible, la messe était célébrée par le prêtre orthodoxe,,.
Au XIIIe siècle, attaqué par les Byzantins et les Ottomans, le duché commençait à se restreindre,. Niccolo III dalle Carceri, dernier duc de la famille des Sanudi, à la fin du XIVe siècle fut considéré comme incompétent par la république de Venise. Elle se tourna vers Francesco Crispo qui, après le meurtre du duc, s'empara du pouvoir en 1383. Il fonda ainsi une nouvelle dynastie, celle des Crispi.

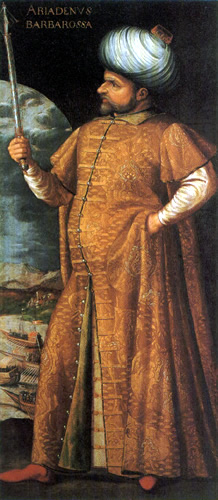
Khayr ad-Din Barberousse.

Le duché se plaça de plus en plus sous protection vénitienne. Il fut même parfois gouverné directement par la Sérénissime (1499-1500 et 1511-1517). La pression ottomane se fit de plus en plus forte dans l'archipel. En mai 1537, deux cents navires de la flotte ottomane, commandée par Khayr ad-Din Barberousse, son Capitan Pacha (amiral), assiégèrent Naxos. Barberousse proposa au duc Giovanni IV Crispo de payer un tribut et de se reconnaître vassal de l'Empire ottoman ou de voir son île ravagée. Le duc préféra accepter le marché. Il versa 5 000 ou 6 000 ducats et s'engagea à verser un tribut annuel de 5 000 ducats (la moitié du revenu annuel du duché). Tous les ans ensuite, le duc versa le tribut (haraç), plus des « cadeaux » aux Ottomans venus le réclamer ou aux capitaines qui faisaient escale dans l'île, passée donc définitivement sous suzeraineté ottomane. Finalement, Giacomo IV Crispo fut déposé en 1566 par le sultan Sélim II et remplacé par Joseph Nasi. En 1576, à la mort de ce dernier, Naxos devint directement ottomane.

### Domination ottomane
La présence ottomane fut cependant légère, voire inexistante surtout après le XVIIe siècle. La peur des corsaires chrétiens qui les enlevaient et les rançonnaient poussa les Ottomans à quitter l'archipel. Un seul fonctionnaire, chargé des impôts, restait encore sur l'île. Il s'enfuit en barque à l'annonce du soulèvement de 1821. Il reste cependant des lieux portant encore des noms rappelant les Ottomans, ainsi qu'une fontaine sur la route entre Chóra et Engarés, dite « fontaine de l'Aga », et offerte par l'aga Hassan en 1579.
Les Naxiotes se soulevèrent régulièrement contre l'occupation étrangère de leur île. Cependant, ces soulèvements se firent plus contre les « Latins », descendants des conquérants catholiques vénitiens, que contre les Ottomans, comme en 1643, 1670 et 1681. Seule la révolte de 1595, un complot regroupant quinze îles, était directement dirigée contre l'Empire ottoman. Le retrait progressif de celui-ci laissa en charge les seigneurs catholiques, déjà grands propriétaires terriens du temps du duché de Naxos.

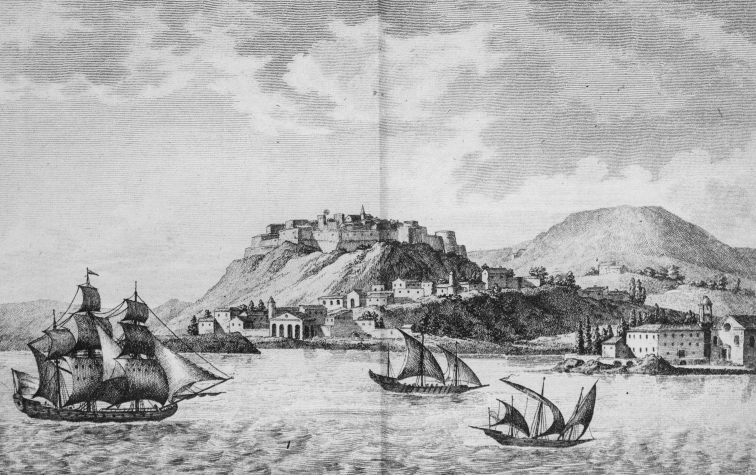
Náxos (Chóra) au début du XVIII.

Tournefort, dans son Voyage d'un botaniste, comptait, vers 1700, une quarantaine de villages sur l'île pour 8 000 habitants.
Au XVIIIe siècle, les révoltes menées par la famille Politis, solidement installée dans sa tour forteresse sur le plateau de Traghéa, furent les plus importantes. Markos Politis devint le chef du « Rassemblement des Villages » et mena la vie dure aux seigneurs latins. Il participa aussi à la révolution d'Orloff en 1770, mais il continua le combat après le départ des Russes jusqu'en 1802.
À la même époque, le diplomate français Choiseul-Gouffier fit escale sur Naxos en se rendant, en 1776, à son ambassade à Constantinople. Il décrit l'île dans son Voyage pittoresque de la Grèce (I, p. 65) comme très fertile et prospère avec des « forêts d'orangers, de figuiers et de grenadiers » ; nourrissant « une grande quantité de bestiaux et de gibier » et où « le blé, l'huile, les figues et le vin sont toujours abondants », ainsi que la soie.

### Période moderne et contemporaine

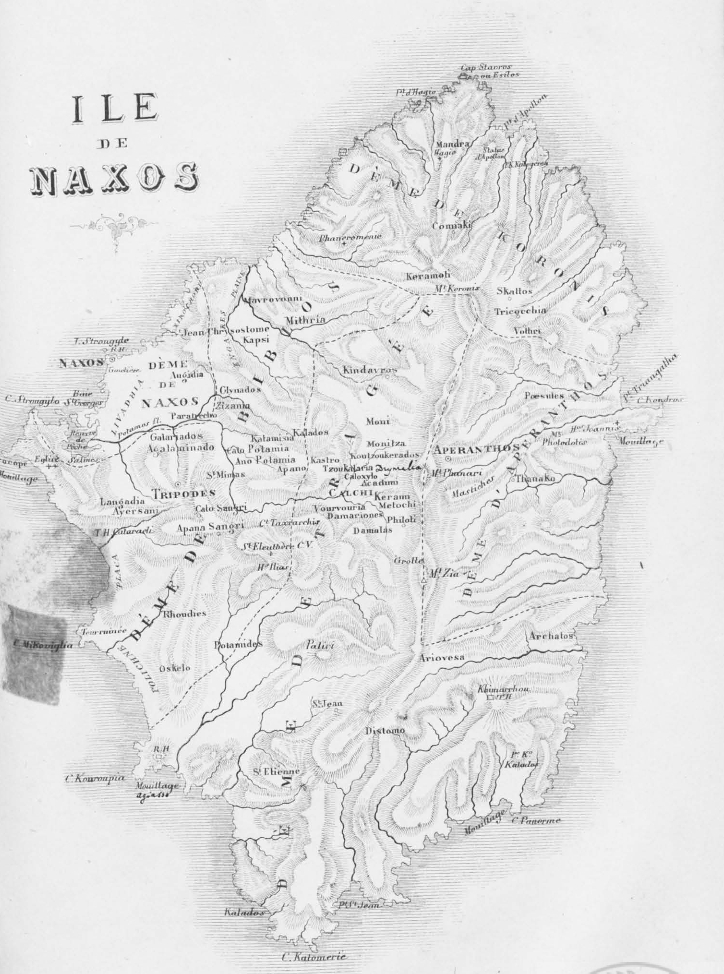
Carte de 1867.

Naxos prit part à la guerre d'indépendance grecque en fournissant deux navires et deux contingents pour un total de 800 hommes, commandés par un dénommé Raphtopoulos. Les soldats, tous grecs orthodoxes d'abord puis finalement rejoints par les catholiques, allèrent, entre autres, soutenir la révolte en Crète,.
Au milieu du XIXe siècle, malgré un port ne pouvant accueillir de gros navires, l'île exportait orge, vins, figues, coton, soie, lin, fromage, sel, bœufs, moutons, mulets, émeri et huile. Elle produisait aussi le bois et le charbon pour sa propre consommation, ainsi que du laudanum. Enfin, la pêche le long de ses côtes était très productive.
Lors de l'occupation de la Grèce par les puissances de l'Axe, Naxos fit d'abord partie de la zone italienne, jusqu'en 1943. Elle fut ensuite occupée par les troupes allemandes. Comme sur d'autres îles de l'Égée, les résistants naxiotes reçurent l'aide d'éléments du « Bataillon sacré ». Accompagné de forces commandos britanniques, ils s'attaquèrent à la garnison allemande le 24 mai 1944 et lui infligèrent de lourdes pertes. L'attaque fut renouvelée le 15 octobre 1944. Elle réussit à libérer l'île de son occupation nazie et fit même soixante-neuf prisonniers.

## Économie

### Emploi
Au recensement de 2001, la population active de l'île est d'un peu moins de 5 500 personnes : (4 007 dans le dème de Náxos et 1 439 dans le dème de Drymalía). Seules trois personnes travaillent à domicile. Presque toutes travaillent dans leur dème de résidence. Cependant, pour le dème de Náxos, 83 personnes travaillent dans le dème de Drymalía, 56 dans le dème d'Ermoúpoli, la capitale des Cyclades, sur Syros, 31 sur Ios, île très touristique, et 161 n'ont pas de lieu fixe de travail. Pour le dème de Drymalía, 166 travaillent dans le dème voisin de Náxos, 153 dans le dème d'Ermoúpoli, 10 sur Amorgós, île assez proche au sud-est, et 37 n'ont pas de lieu fixe de travail.

### Agriculture

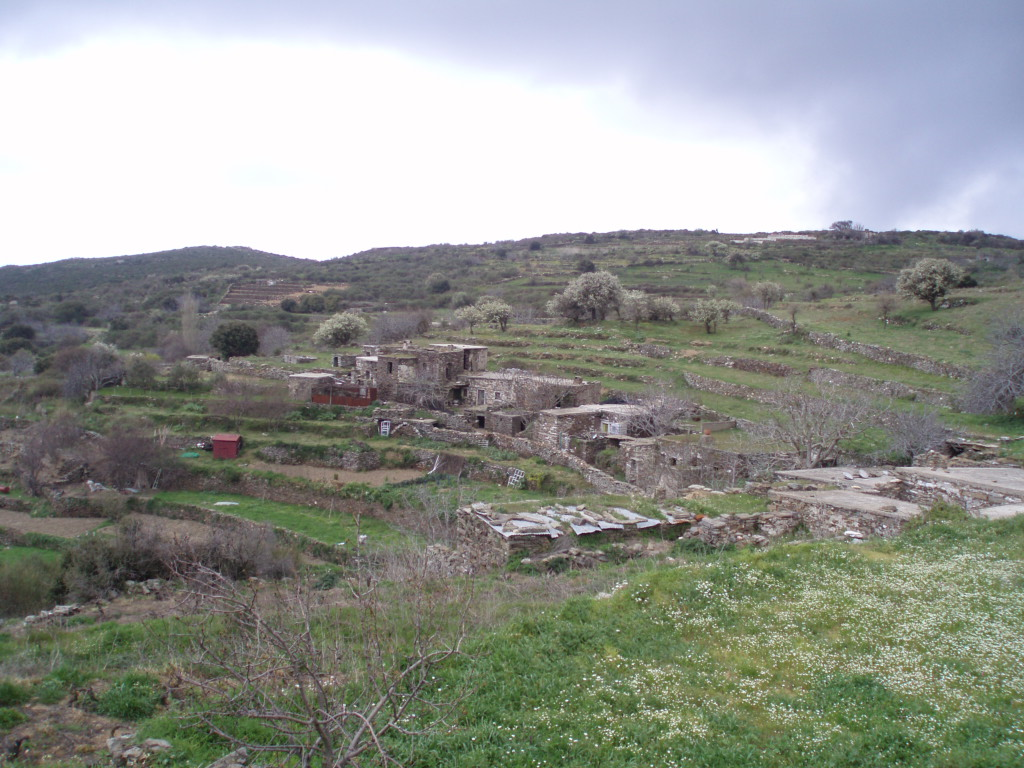
Une exploitation agricole et ses champs en terrasse.

Naxos est, dans une très large mesure, autosuffisante du point de vue agricole principalement grâce à ses plaines côtières.
D'un point de vue agricole, l'île de Naxos peut être divisée en trois zones principales : la plaine côtière à l'ouest (150 km2), les collines occidentales (31 km2) et la zone de montagne (237 km2). Élevage, cultures et zones non cultivées se partagent ces trois espaces. La plaine côtière consacre 42 % de sa surface à l'élevage et 38 % aux cultures. Dans les collines, l'élevage occupe 87 % du sol et les cultures 11 %. Dans les montagnes, l'élevage prend 78 % de la superficie et les cultures 10 % ; on y trouve aussi 4 % de forêt.
L'élevage est dominé par les caprins, mais ovins et bovins sont présents. En ce qui concerne les cultures proprement dites, on compte cinq terroirs : la zone côtière, principalement autour de Náxos (Chóra) et Aghios Arsénios, qui produit avant tout des pommes de terre ; les collines occidentales (autour de Sangrí surtout) qui produisent des pommes de terre et des céréales ; la petite plaine côtière du nord-ouest (autour d'Engarés et Galínis) qui produit citrons, céréales, olives, vin et pommes de terre ; le plateau central de Traghéa (Chalkí et Damariónas) avec ses oliveraies et ses citronniers et la zone montagneuse (le reste, surtout autour de Mélanes, Korónos, Apiráthos et Filotí) avec des vignes en terrasse et des légumes et céréales dans les fonds de vallée.
Les pommes de terre cultivées dans l'île bénéficient d'une appellation IGP sous le nom de Patata Naxou enregistrée au niveau européen le 29 novembre 2011.

### Mines: l'émeri et le marbre

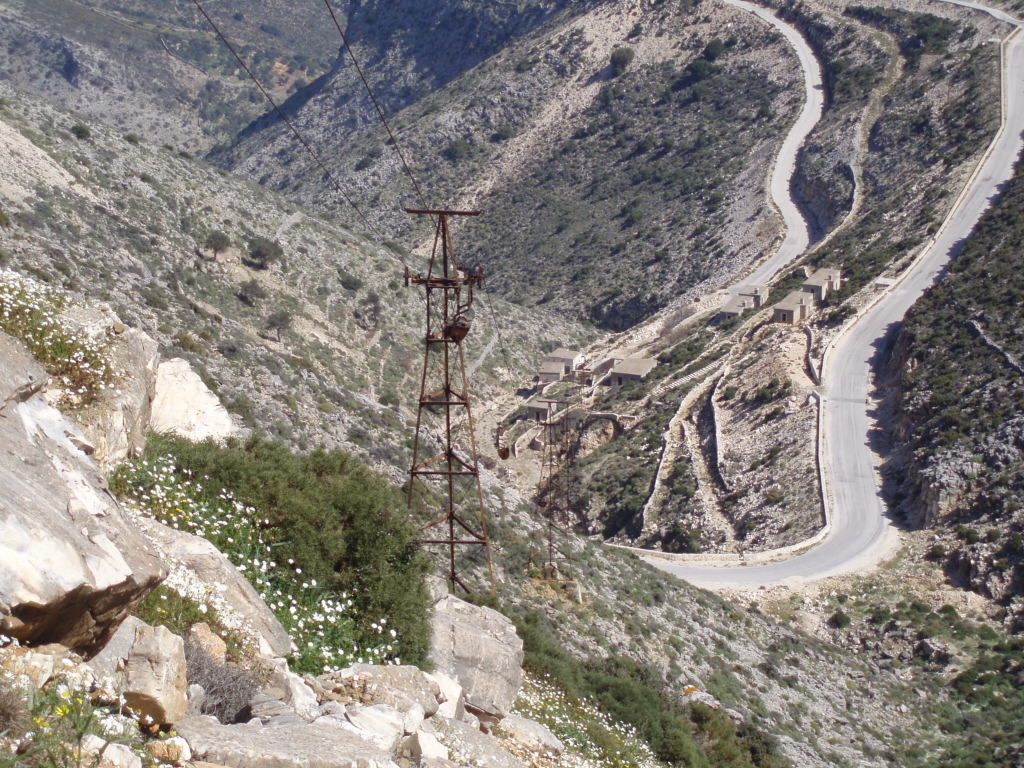
Les mines d'émeri.

Les gisements d'émeri se trouvent au nord-est de l'île au-dessus de Lionas, autour des villages de Korónos et Apiráthos. Ils sont connus et exploités depuis la Préhistoire. Ils ont fait une partie de la fortune antique de Naxos et n'ont jamais vraiment cessé d'être exploités. Durant les périodes byzantines et ottomanes, ils appartenaient à l'ensemble de la communauté naxiote à laquelle ils apportaient un revenu permettant de payer les impôts. En 1852, les mines sont devenues propriétés de l'État grec qui délégua le monopole d'exploitation aux villages de Korónos, Apiráthos et Skadós. En 1913-1914, un millier d'ouvriers y travaillaient, dont près de la moitié sous terre, dans des galeries descendant de 50 à 250 mètres de profondeur pour une production annuelle située entre 8 000 et 12 000 tonnes. Cependant, l'émeri de Naxos est en constant déclin depuis la fin du XIXe siècle : d'abord à cause de la concurrence de l'émeri d'Asie mineure puis des carbures de silicium et de tungstène, ensuite à cause du coût croissant d'extraction. L'exploitation continue de nos jours, mais très lentement,. Le village d'Apiráthos et ses mines sert de toile de fond au film néoréaliste La Terre noire tourné avec des acteurs non-professionnels (habitants du village et mineurs) en 1952.
Le marbre est encore exploité sur l'île, même s'il est considéré comme de qualité inférieure à celui de sa voisine Paros.

### Transports

#### Transport maritime

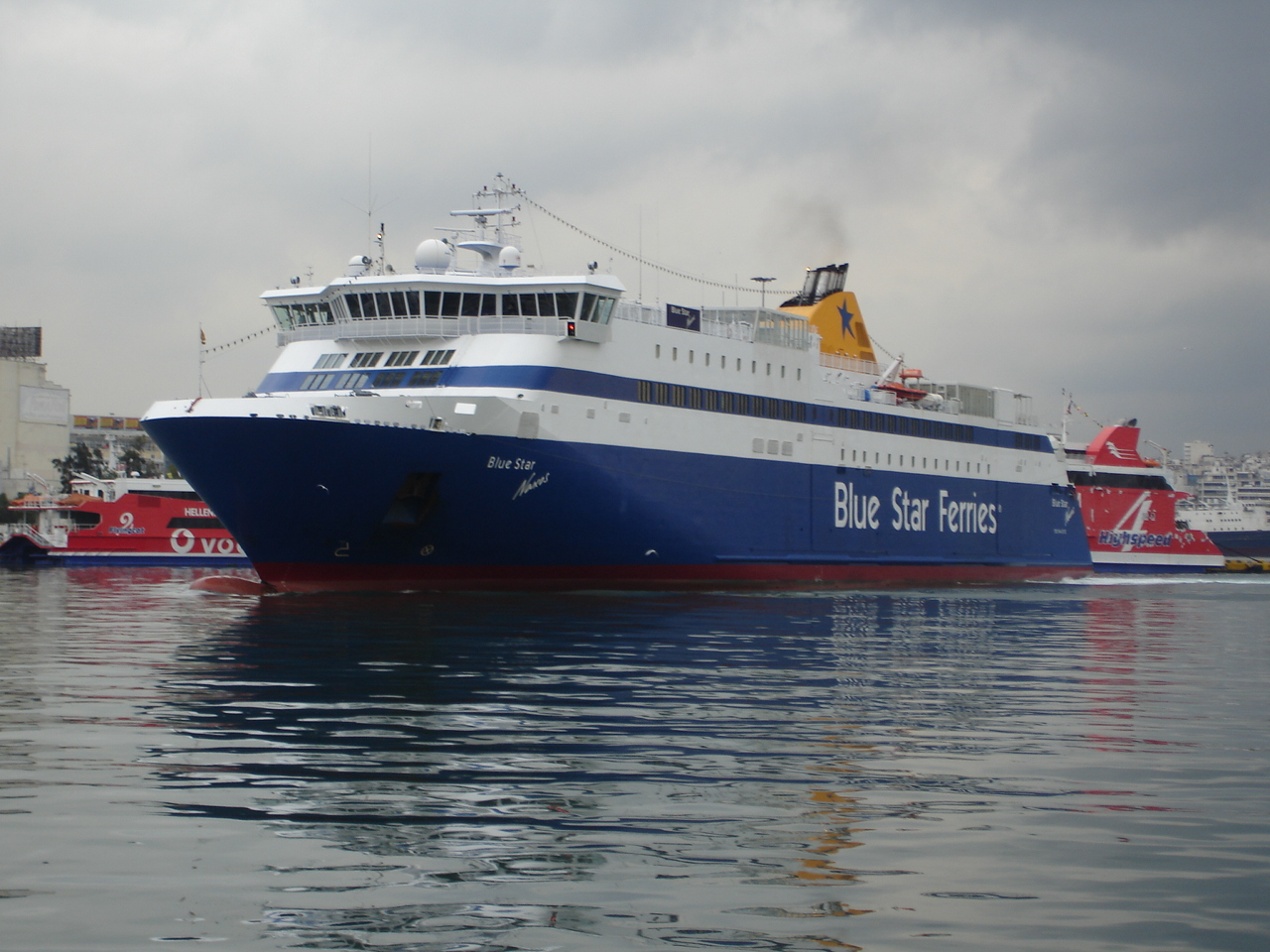
Le ferry Blue Star Naxos qui dessert l'île (ici au Pirée).

Le port de Naxos n'est pas un port de commerce international. En 1997 et 1998, aucune des marchandises débarquées sur l'île ne provenait d'un pays extérieur à la Grèce. C'est cependant un port très actif, recevant des navires de fort tonnage, transportant de grandes quantités de marchandises. Son trafic de passagers est, par contre, inférieur à celui des îles voisines (Santorin exceptée, mais c'est une île où le transport aérien est très développé), en raison de son développement touristique moindre.
Naxos est reliée quotidiennement par ferry au Pirée (6 heures) et aux autres principales Cyclades (Paros 1 heure, Ios 1 heure, Santorin 1 h 40). Les autres destinations sont desservies une à deux fois par semaine l'hiver et, plus fréquemment, l'été : les petites Cyclades (Koufonissia 1 h 45, Donoussa 2 h 30) ; les autres Cyclades (Mykonos 1 h 30, Tinos 2 h 10, Amorgós 2 h 45, Andros 3 heures, Syros 3 h 30) ; Samos (5 heures) ; la Crète avec La Canée (6 heures) ; Karpathos (15 heures) ; Rhodes (23 heures).
|                                                 | Naxos      | Paros      | Mykonos    | Santorin  |
| Nombre de navires 2003                          | 3 268      | 12 133     | 3 839      | 1 681     |
| Nombre de navires 2004                          | 4 956      | 13 440     | 5 288      | 2 727     |
| Nombre de navires 2005                          | 4 439      | 9 254      | 4 787      | 3 203     |
| Nombre de navires 2006                          | 4 643      | 13 682     | 5 148      | 3 090     |
| Tonnage 2003                                    | 6 483 565  | 8 841 949  | 7 950 879  | 3 324 101 |
| Tonnage 2004                                    | 11 943 121 | 13 766 540 | 12 390 939 | 6 344 720 |
| Tonnage 2005                                    | 10 721 683 | 13 578 397 | 10 955 743 | 6 962 322 |
| Tonnage 2006                                    | 10 878 493 | 12 920 371 | 9 443 387  | 6 435 768 |
| Nombre de passagers débarqués 2003              | 191 000    | 333 000    | 329 000    | 116 000   |
| Nombre de passagers débarqués 2004              | 363 000    | 525 000    | 477 000    | 140 000   |
| Nombre de passagers débarqués 2005              | 417 000    | 562 000    | 549 000    | 140 000   |
| Nombre de passagers embarqués 2003              | 192 000    | 319 000    | 319 000    | 10 000    |
| Nombre de passagers embarqués 2004              | 363 000    | 516 000    | 470 000    | 19 000    |
| Nombre de passagers embarqués 2005              | 370 000    | 543 000    | 547 000    | 18 000    |
| Source : Office national grec de la Statistique |            |            |            |           |

#### Transport aérien
L'aéroport de Naxos est un des plus petits de Grèce, assez peu fréquenté. Il n'est qu'un aéroport de passagers et ne fait pas de fret. Sa fréquentation est même en baisse, en nombre de vols, même si le nombre de passagers reste stable.
|                                                   | Naxos  | Paros  | Mykonos | Santorin |
| Nombre de vols (atterrissages et décollages) 2004 | 926    | 1 680  | 6 136   | 6 971    |
| Nombre de vols (atterrissages et décollages) 2006 | 886    | 1 641  | 6 466   | 8 344    |
| Nombre de départs (2004)                          | 15 000 | 15 000 | 168 000 | 283 000  |
| Nombre de départs (2006)                          | 15 000 | 16 000 | 199 000 | 352 000  |
| Nombre d'arrivées (2004)                          | 13 000 | 18 000 | 166 000 | 265 000  |
| Nombre d'arrivées (2006)                          | 13 000 | 21 000 | 198 000 | 326 000  |
| Source : Office national grec de la Statistique   |        |        |         |          |

#### Transport routier
La plupart des villages de l'île sont reliés plusieurs fois par jour à Chóra par un réseau de bus (KTEL). Cependant, le relief favorise plutôt les localités à l'ouest de la chaîne de montagnes. Apóllonas (Naxos) est ainsi à deux heures de Chóra alors qu'elle n'en est distante que de 60 km.

### Tourisme

#### Fréquentation touristique
La pression touristique sur Naxos est relativement faible. En 2006, l'île disposait de 108 hôtels et de 4 239 lits (pas de 5 étoiles, trois avec 4 étoiles pour 283 lits, huit avec 3 étoiles pour 1 024 lits, 66 avec 2 étoiles pour 2 166 lits, 31 à une étoile pour 766 lits) soit trois établissements de plus (un de quatre étoiles et deux de deux étoiles) qu'en 2005 pour 128 lits de plus.
Comparaison du poids du tourisme dans diverses îles des Cyclades
|                                                                                          | Amorgós | Naxos | Paros   | Mykonos  | Santorin |
| Nombre de lits (2006)                                                                    | 298     | 4 239 | 6 616   | 9 274    | 9 789    |
| Lits/km2 (1997)                                                                          | 11,2    | 17,9  | 81,8    | 154,2    | 253,4    |
| Lits/habitants (1997)                                                                    | 0,71    | 0,43  | 1,25    | 1,36     | 1,6      |
| Nuitées/habitants (1997)                                                                 | 2,9     | 8,5   | 47,2    | 127,2    | 20,6     |
| Nuitées/superficie (1997)                                                                | 41,5    | 351,9 | 3 102,8 | 14 374,3 | 3 264,3  |
| Source : Ioannis Spilianis, Tourisme et développement durable en Méditerranée. La Grèce. |         |       |         |          |          |

Le musée archéologique de Chóra a accueilli 17 800 visiteurs en 2005 et 19 600 en 2006. En 2005, les entrées ont rapporté 44 326 €. Inexistantes en janvier et février, elles augmentent doucement à partir de mars (308 €), dépassant les 1 400 € en avril, puis les 5 000 € en mai et juin. Les mois de juillet et août sont ceux de la fréquentation maximale (autour de 10 000 €, un peu plus élevé en août). Puis les entrées déclinent doucement : 8 000 € en septembre, 3 000 € en octobre, puis 200 € en novembre et 90 € en décembre. Ces entrées constituent un bon indicateur de la structure de la fréquentation touristique de l'île, avec une véritable saison touristique allant du printemps au début de l'automne et avec un apogée l'été.

#### Principales attractions touristiques
Naxos dispose de nombreux musées et de sites archéologiques, ainsi que de plages.

##### Sites et musées de Chóra

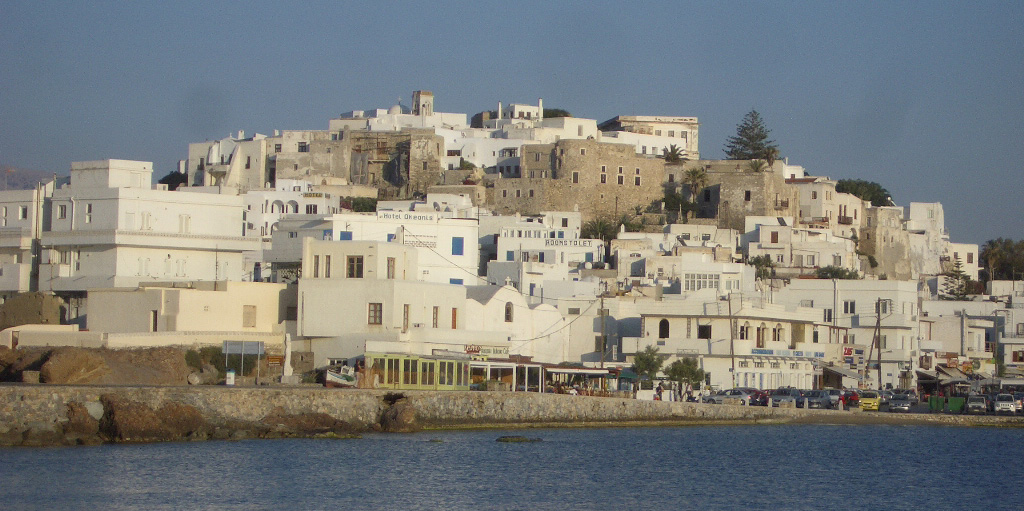
Le kastro vu depuis l'îlot de Palatia

Náxos (Chóra), le port principal, est célèbre pour sa « porte » qui se dresse sur l'îlot, relié à l'île par une jetée, de Palatia, au nord-est de la ville. Cette porte monumentale, qui domine les ruines d'un stylobate et de quelques colonnes abattues, serait celle d'un temple à Apollon, remontant à 530 avant notre ère, à l'époque du tyran Lygdamis. Le temple (temple d'Apollon ou « Portara ») resta inachevé, mais son plan (édifice ionique à trois nefs) est encore discernable. 
Le quai et le kastro de Chóra seraient dus à Marco Sanudo, le premier duc de Naxos lorsqu'il décida, au début du XIIIe siècle, de faire redescendre la capitale de l'île de la plaine de Traghéa à la côte. Les murs extérieurs sont constitués de l'arrière des maisons des nobles vénitiens. Celles-ci ont souvent conservé leur blason. On n'entre dans le kastro que par deux portes : la porte principale au sud (Paraporti) et au nord par la porte Trani (une poterne à côté des tours Crispi et Barozzi). Cette dernière, qui fut longtemps le consulat vénitien, est aussi la demeure de la famille della Rocca-Barozzi qui y a installé un musée d'histoire vénitienne basé sur les possessions familiales, ouvert en 1999. Des douze tours principales de la forteresse, il n'en reste plus que deux, la tour Barozzi et la tour Crispi, dite « Glézos » dans laquelle est installée le musée byzantin. Sur la place principal du kastro, au sommet de la colline, à côté du donjon des Sanudi en ruines, se trouvent la cathédrale catholique remontant au XIIIe siècle pavée des pierres tombales des nobles vénitiens, l'école commerciale fondée par les Jésuites en 1627 (Níkos Kazantzákis y fut élève) et le couvent des Ursulines, fondé en 1739. Ces deux derniers sont aujourd'hui le musée archéologique principal de l'île,,.

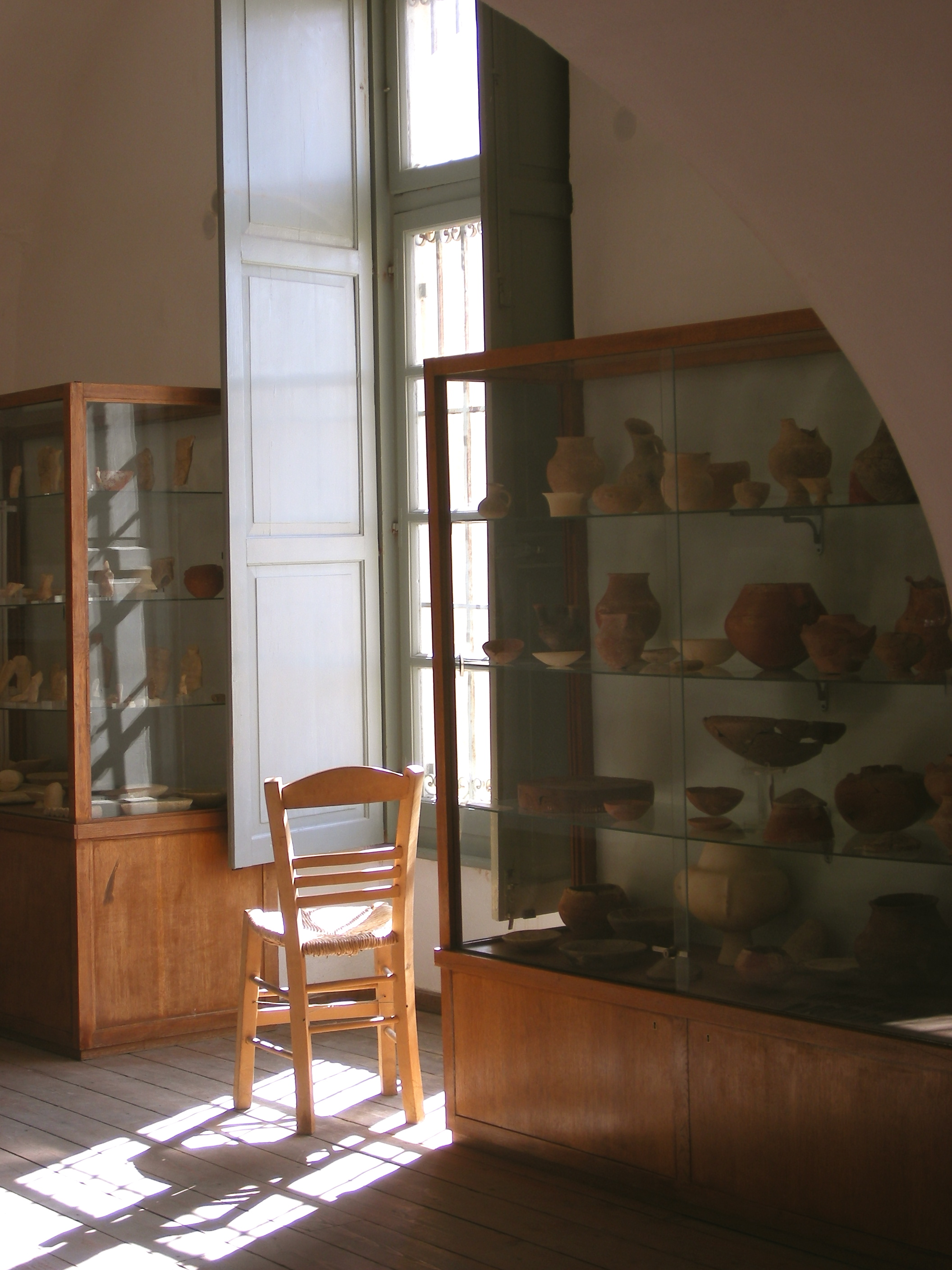
Une partie de la collection cycladique du musée de Naxos

Le musée archéologique de Naxos abrite sur deux niveaux une importante collection préhistorique (civilisations cycladique et mycénienne) mais aussi quelques objets des périodes classique, romaine et franque. La collection cycladique (IIIe millénaire avant notre ère) regroupe des idoles, des pyxides et vases de marbre, mais aussi des « poêles à frire » en marbre et terre cuite provenant du site de Grotta et de divers autres sites de l'île ainsi que de l'îlot de Kéros. La collection mycénienne provient du site au nord-ouest de Chóra, au pied du kastro, mais aussi des habitats de Grotta et Aplomata. Elle consiste en quelques objets en or, en amphores et hydries décorées de motifs de pieuvre. Les peintures des céramiques remontant à 1200 à 1050 avant notre ère sont dites du « style des armateurs de Naxos » et sont très proches de celles du « style du palais d'Agamemnon de Mycènes », car aucun palais mycénien n'a été retrouvé sur l'île.
Au nord-ouest de la ville, au pied même du kastro se trouvent les ruines de l'habitat mycénien (qui avait été d'abord recouvert par l'agora antique), au pied de la cathédrale orthodoxe. Un musée recouvrant et exposant les murs anciens a été installé sur place. Un peu plus au nord-ouest, le « faubourg » de Grotta recouvre l'habitat préhistorique. La métropole orthodoxe, dédiée à Saint Nicodème l'Aghiorite et Saint Nectaire, fut élevée entre 1780 et 1788 à la place d'une petite église dédiée à Marie Source-de-Vie. Ses colonnes monolithiques de granit viendraient de Délos et son Évangile le plus précieux aurait été offert par Catherine II de Russie,.

##### Sites et musées du reste de l'île

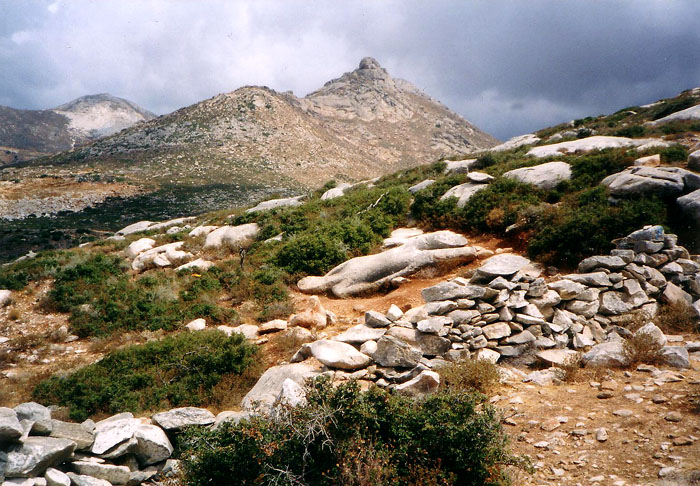
Le kouros de Mélanes

À Mélanes, un kouros, long de 6,40 m, du VIIe siècle ou du début du VIe siècle av. J.-C., inachevé, a été laissé dans la carrière. Il est surnommé Hellinas, le « Grec », par la population locale. Diverses hypothèses sont avancées concernant son abandon : problème technique, mort du client ou intervention politique de Lygdamis. Il est aujourd'hui sur le terrain de la famille Kondylis qui en contrôle les visites. Avant d'entrer sur le plateau de Traghéa, au pied d'un col, se trouve Aghios Mamas, datant du IXe siècle, qui fut longtemps la cathédrale orthodoxe de l'île. Au sud du village de Sangrí, le site d'Yria, situé près d'une chapelle saint-Jean de Gyroulas, d'où l'autre nom, abrite un temple de Démeter et Koré, restauré, ainsi que la basilique paléochrétienne qui fut ensuite installée au-dessus du temple. Cet édifice carré, intégralement en marbre, avec cinq colonnes ioniques simplifiées en façade, remonte aux alentours de 530 avant notre ère. Il fut construit, par Lygdamis, sur un sanctuaire en plein air dédié aux deux déesses datant du VIIIe siècle av. J.-C. Une colonnade intérieure entourait une salle où auraient été célébrés des mystères semblables à ceux d'Éleusis,. Le village de Sangrí est aussi entouré de très nombreuses églises byzantines. Tout près de Gyroulas, à environ un kilomètre, se trouve la « Tour Bazaios », ancien monastère de « Timios Stavros » du XVIIe siècle. Depuis 2001, après une première phase de restauration, elle fonctionne en tant que lieu culturel, avec des expositions et l'été un festival (le « Festival de Naxos »).
Le plateau de Traghéa, autour de Chalkí est réputé pour ses églises byzantines, ses tours vénitiennes et les ruines d'Epanokastro, la forteresse attribuée à Marco II Sanudo. Chalkí même abrite l'Église de la Panaghia Protothronos qui serait la première cathédrale byzantine de l'île, d'où son nom. Au nord, près de Moní, l'église de la Panaghia Drosiani conserve des fresques de la période pré-iconoclaste. Le village de montagne Apiráthos dispose de son propre musée archéologique, d'un musée géologique, d'un musée d'art folklorique et de deux bibliothèques, liées aux deux grandes familles Glézos et Protopapadakis. Le musée archéologique a été surtout constitué à partir des découvertes faites par les paysans dans leurs champs et regroupe donc principalement des objets de la partie orientale de l'île. En plus des idoles cycladiques, on y trouve des « plaques martelées » du IIIe millénaire av. J.-C., dites de Korfi t'Aronio, provenant d'un petit sanctuaire sur la côte est. Elles représentent des scènes de la vie quotidienne : chasse, navigation, commerce. La plus célèbre est celle représentant une « scène de danse ». Au sud-est du village, l'église d'Aghia Kyriaki est décorée de fresques aniconiques parmi les plus anciennes de Grèce (IXe siècle).

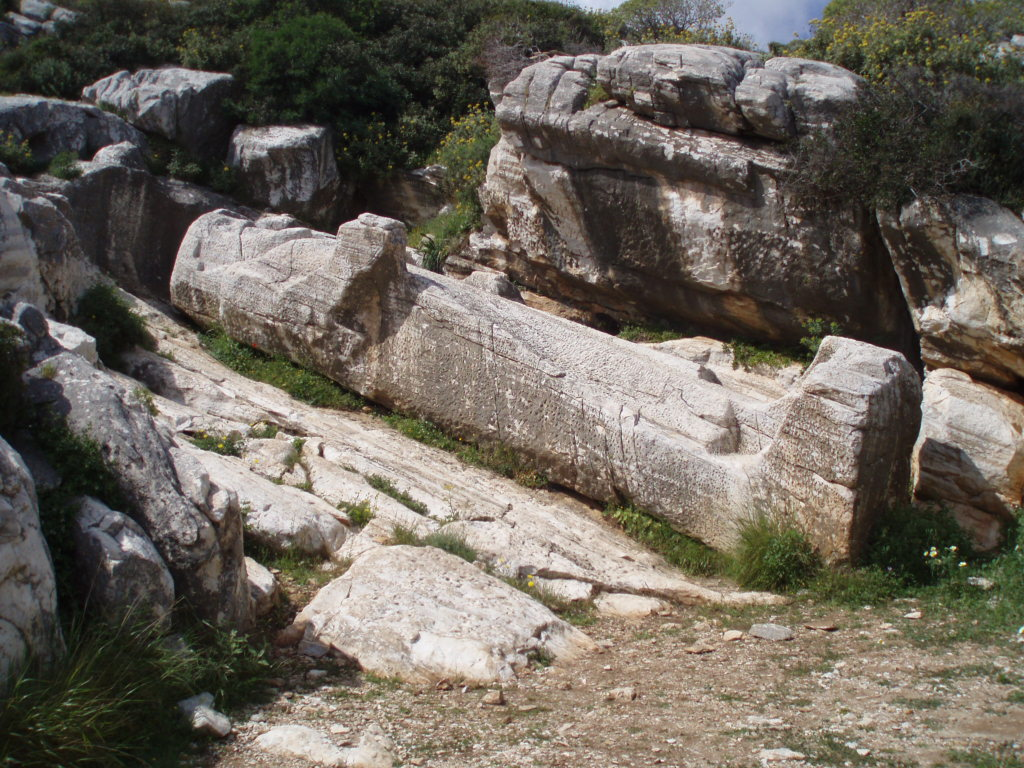
Le kouros d'Apóllonas (Naxos)

Tout au nord de l'île, la baie d'Apóllonas (Naxos) est une station balnéaire très touristique dont la principale attraction, outre sa longue plage de sable et ses cafés, est un kouros inachevé d'une dizaine de mètres de long, abandonné lui aussi dans sa carrière.
En novembre 2022, le gouvernement grec et le Metropolitan Museum of Art concluent un accord qui prévoit l'ouverture d'un centre pour l'étude des antiquités cycladiques à Naxos. Prévu pour 2026, le projet sera réalisé en collaboration avec le musée athénien de l'art cycladique, et devrait disposer de technologies de pointe pour l'analyse des objets d'art.

##### Plages

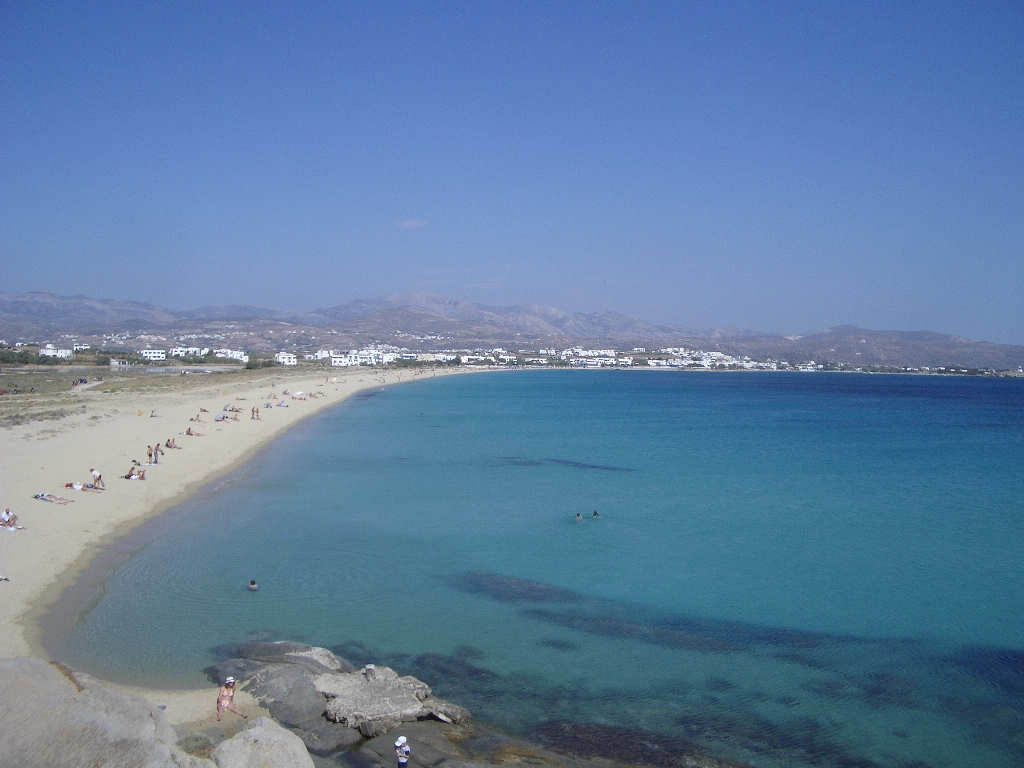
Plage d'Ágios Prokópios.

Seule la côte ouest de l'île, constituée d'une longue plaine côtière, a le relief lui permettant de disposer de plages. Au sud de Chóra, la plage aménagée d'Aghios Georgios, pratiquement intégrée à l'agglomération, bordée de cafés, tavernes et hôtels, attire les familles, d'autant plus que l'eau est très peu profonde. Au sud de la plage, dans sa partie la moins abritée, se sont installés les clubs de voile, wind-surf et kite-surf. Plus au sud, mais reliées l'été par des bus toutes les heures, se trouvent les plages d'Ágios Prokópios, à l'abri du vent du nord et aux rochers de formes étranges, et d'Aghia Anna. Les grands hôtels « all inclusive » s'y sont aussi installés. Les plages suivantes, plus au sud, Plaka, Orkos, Vigla, sont de plus en plus désertes à mesure qu'on s'éloigne du centre.

## Culture

### Artisanat et traditions locales

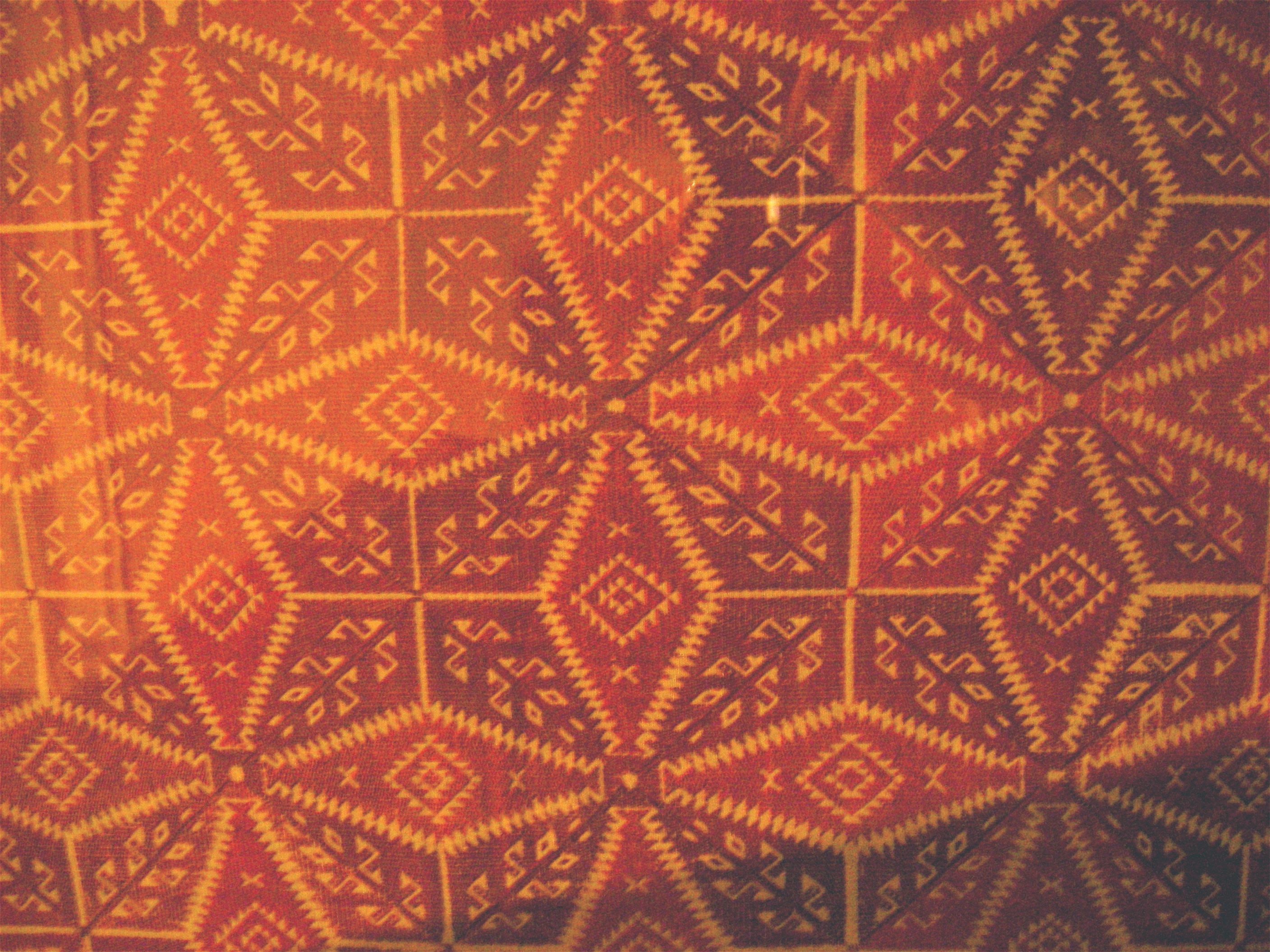
Broderie naxiote XVIII

Le tissage, activité traditionnelle, fut très développé sur Naxos. S'ils étaient peu brodés, les tissus naxiotes étaient cependant assez renommés, principalement ceux des villages d'Apiráthos et Moni où chaque maison avait son métier. Aujourd'hui encore, les femmes de ces villages ont repris cette activité traditionnelle, produisant des tissus pour les vêtements, l'ameublement ou pour des sacs (les tagari). En 1987, une vingtaine de femmes d'Apiráthos, avec l'aide de Manólis Glézos, une figure politique nationale originaire du village, ont créé une Association féminine d'artisanat dont l'idée était de sauver les techniques traditionnelles de tissage, broderie et confiserie. Le produit de leur travail artisanal est vendu dans une petite boutique à l'entrée du village,.
La gastronomie de l'île a ses spécialités purement naxiotes. Outre la Patouda de Pâques, on trouve aussi le kalogero à base d'aubergines et la kephalopodia (bouillon d'abats, de tête et de pieds typique d'Apiráthos) ainsi que des plats de lapin et de perdrix.
Le village d'Apiráthos est aussi connu pour sa poésie locale typique, les kotsakia : des chansons composées de deux octosyllabes iambiques ou trochaïques rimant. Elles sont composées en toute occasion. L'étude des plus anciennes et traditionnelles nous renseigne sur le mode de vie de l'île au cours de ces derniers siècles, comme sur les fêtes traditionnelles. De plus, lors de ces fêtes, un concours de kotsakia s'improvise souvent entre les hommes cherchant ainsi à prouver leur intelligence et leur verve. Les kotsakia ainsi qu'une autre forme de poésie locale (des poèmes de deux vers iambiques de quinze syllabes) sont accompagnés de musique jouée sur des instruments traditionnels et donnent lieu à des danses locales. Les plus connues sont celles du village de Koronída (ou Komiakí) : la Vitzilaiadistikos, une danse collective d'hommes lors du carnaval au son de la cornemuse et la Nikintrès proche du syrtos.

#### Fêtes
Une des principales fêtes de l'île est, comme ailleurs en Grèce, Pâques. À cette occasion, les Naxiotes dégustent la Patouda qui est l'agneau pascal préparé à la mode locale. L'agneau est farci avec des herbes sauvages (Xorta), du riz, des œufs, des raisins, ses abats, du fromage de l'île et des herbes aromatiques locales. Il est cuit pendant des heures dans l’apodochara, un plat en terre cuite mis dans un four à bois.
Les Koudounatoi, surtout présents dans les villages de montagne d'Apiráthos et Filóti, pourraient remonter au culte antique de Dionysos. Lors du carnaval, surtout le samedi, dimanche et lundi, les Koudounatoi font leur apparition. Il s'agit de jeunes gens portant une cape avec un capuchon (abadeli) dont un mouchoir de soie ou de tulle masque le visage. Ils ont une corde entourée autour de la taille et de la poitrine d'où pendent des cloches. Dans la main droite, ils ont un bâton, la soba. Ils vont de maison en maison, accompagnant la « vieille » (l'un d'entre eux déguisé) et l'« ours » (l'un d'entre eux vêtu de peaux de mouton et avec une cloche de bouc autour du cou) accompagné de son « dresseur ». Les Koudounatoi parcourent toutes les pièces des maisons en agitant leurs cloches de manière à produire un « bruit diabolique ». Les habitants des maisons donnent des œufs à la « vieille » qui les transportent dans son panier. En chemin, les Koudounatoi frappent les passants de leur soba.
Le village de Mélanes organise tous les 31 mai ses Klidonas tandis qu'elles ont lieu le 23 juin ailleurs sur l'île. À la base feux de la Saint-Jean pour « brûler les orties », elles s'accompagnent d'une tradition liée au mariage. Les jeunes gens et jeunes femmes à marier doivent aller puiser une eau dans trois puits. Ils doivent alors traverser « trois carrefours, trois lieux secs et trois églises ». De retour chez eux, ils doivent pétrir des gâteaux avec cette eau et des quantités égales de farine et sel puis les faire frire et les manger. Pendant leur sommeil la nuit suivante, ils sont censés rêver de la personne qu'ils épouseront.
Autour des vendanges, diverses fêtes sont organisées, avant celles-ci ou lors du pressage. Les Chatzanémata sont les célébrations qui accompagnent la production du raki à partir de ce qui reste au fond de la cuve après le pressage (charani) mis en alambic. Les Chatzanémata sont l'occasion de manger des coings cuits sous la cendre qui sert à chauffer l'alambic.
La famille della Rocca, dont la présence sur l'île remonte à la fin du duché de Naxos a restauré une des tours du kastro et y organise régulièrement des événements culturels. Le plus important est le Festival de Naxos qui se déroule tous les étés depuis 2000. En 2007, il créa l'événement pour le cinquantenaire de la mort de Níkos Kazantzákis avec un spectacle de María Farantoúri. La première année, le festival avait reçu 3 000 € de la municipalité, puis les subventions s'arrêtèrent. Depuis 2007, le Ministère grec de la Culture accorde un soutien de 25 000 €.

#### Fêtes religieuses
- Vendredi saint Panaghia Argokoiliotissa à Koronos
- 5 mai Aghia Irini à Kynidaros
- 20 mai Aghios Thalélaios à Aghios Thalélaios
- 30 juin Aghii Apostoli à Mélanes
- 7 juillet Aghia Kyriaki à Potamia
- 8 juillet Aghios Prokopios à Ágios Prokópios
- 14 juillet Aghios Nikodemos à Chóra et Glinado
- 17 juillet Aghia Marina à Aggidia et Koronos
- 25 juillet Aghia Anna à Aghia Anna
- 26 juillet Aghia Paraskevi à Kynidaros
- 27 juillet Aghios Panteleimon à Agersani
- 6 août Transfiguration à Glinados, Damarionas et Kourounochorio
- 15 août Dormition sur toute l'île, mais célébrations particulières à Filóti
- 23 août Enniamera (neuvième jour après la Dormition) à Tripodes
- 29 août Veille de la Décapitation de Saint Jean Baptiste à Apiráthos, Apóllonas (Naxos) et Agersani
- 8 septembre Panaghia Theoskepasti à Koronída (ou Komiakí) et Potamia et Panaghia à Drosiani et Chalkí
- 14 septembre Sainte Croix à Tripodes
- 20 octobre Aghios Artemios à Kynidaros
- 6 décembre Aghios Nikolaos à Kynidaros

### Media
Naxos dispose aujourd'hui de deux quotidiens : Naxos et Kykladiki, de sept stations de radio : Erasitechnikos (90.3), Pneumatiki Kivotos (92.3), Kyklades FM (97.6 and 104.4), Radiofonia Kykladon (101.3), Naxos FM (103.1), Mesogeios (105.4) et Space FM (107.5), ainsi que d'une chaîne de télévision locale : Zeus TV.
Le journal Naxos fut créé en 1894 et édité sur la première presse de l'île, arrivée dès 1890. Son grand concurrent, aujourd'hui disparu, fut l’Aigaion, créé en 1902. Ce dernier se voulait différent. Son mot d'ordre était : « Le but du journal n'est pas la publication des arrivées et départs des navires ni l'insertion ostentatoire de publicités pour les entreprises ».

### Sports
Naxos a un grand nombre de clubs de sport : le Panaxiakos Omilos Kykladon, le Naxos Sport Club, le club sportif et culturel Zeus de Filóti, l’Asteras Tragaias du plateau de Traghéa, le Koronida Sport Club, le Naxos 2004, le club de l’Association d'Agersani, l’Anagennisi Eggaron, le Naxos Gymnastic Club et le Naxos Rifle Club.